# قائمة إصدارات الطوابع البريدية في الشارقة (1967)
أدارت المملكة المتحدة العلاقات الخارجية لإمارات الساحل المتصالح نتيجة لمعاهدة «الاتفاقية الحصرية» لعام 1892، بما في ذلك إدارة البريد والبرق - حيث تكن هذه الإمارات منتمية للاتحاد البريدي العالمي. افتتحت حكومة الهند أول مكتب بريد في دبي في عام 1941. وفي عام 1948، وتولت إدارته وتشغيله الوكالات البريدية البريطانية في شرق شبه الجزيرة العربية، وهي شركة تابعة لمكتب البريد العام. كانت الطوابع في ذلك الوقت عبارة عن طوابع بريطانية مقابل رسوم إضافية بقيمة الروبية، حتى عام 1959، حيث أصدرت مجموعة من طوابع بريدية تحمل اسم «الإمارات المتصالحة» من دبي.
في عام 1963، تنازلت المملكة المتحدة عن مسؤوليتها عن الأنظمة البريدية في الإمارات المتصالحة إلى حكام الإمارات المتصالحة. لذا أصدرت إمارة الشارقة أول طوابعها البريدية في سنة 1963.
الكثير من الطوابع التي أصدرت في إمارة الشارقة تصنف ضمن طوابع الكثبان الرملية. طبعت هذه الطوابع بكثرة في الستينيات وأوائل السبعينيات من القرن الماضي، وتكاد تكون عديمة القيمة اليوم.
وجد فينبار كيني وهو رجل أعمال أمريكي ومن هواة جمع الطوابع الفرصة لإنشاء عدد من الإصدارات من الطوابع التي تستهدف سوق جامعي الطوابع المربح. وقد أبرم في عام 1964 اتفاقات مع إمارات الخليج العربي لإصدار طوابع، ومن بينها إمارة الشارقة. حملت هذه الطوابع مصورا ذات ألوان وأشكال صارخة وليس لها صلة فعلية بالإمارات.
كان بيع الطوابع البريدية لفترة قصيرة تجارة مربحة للإمارات، حيث كان لمعظم الإمارات القليل من مصادر الدخل، باستثناء إمارة أبو ظبي، التي توفر فيها إنتاج النفط منذ عام 1965. ومع ذلك، انخفضت الإيرادات التي تصل إلى 70 ألف جنيه إسترليني للإمارات الأفقر إلى 30 ألف جنيه إسترليني مع التشبع الحتمي للسوق. شكل بيع الطوابع بحلول عام 1966 المصدر الرئيسي لدخل الإمارات المتصالحة الشمالية.
أدى انتشارها في النهاية إلى تقليل قيمتها، ولهذا السبب، فإن العديد من الكتالوجات الشعبية اليوم لا تدرجها حتى.
اتهم فينبار كيني بالتورط في قضية رشوة في الولايات المتحدة بسبب تعاملاته مع حكومة جزر كوك. انتهت ترتيبات فينبار كيني عندما توحدت الإمارات العربية المتحدة في ديسمبر 1971.
هذه قائمة إصدارات الطوابع البريدية في إمارة الشارقة لعام 1967:

## إصدارات اللوحات اليابانية
في 2 يناير 1967، أصدرت الطوابع التالية التي تظهر عليها صور لوحات فنية رسمها فنانون يابانيون وكتب على حاشية ورقة الطوابع عبارة "PSOT DAY" أي "يوم البريد"، وهو غير يوم البريد العالمي الذي استحدث عام 1969. وقد كانت قيمة كل طابع ريالا واحدا.

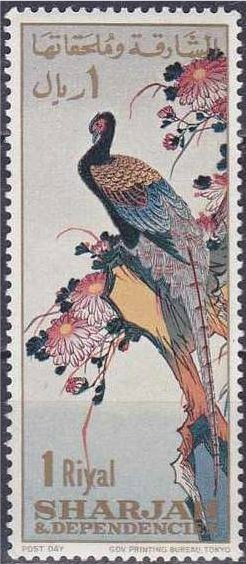
لوحة أندو هيروشيغه "طائر الدراج النحاسي والأقحوان"
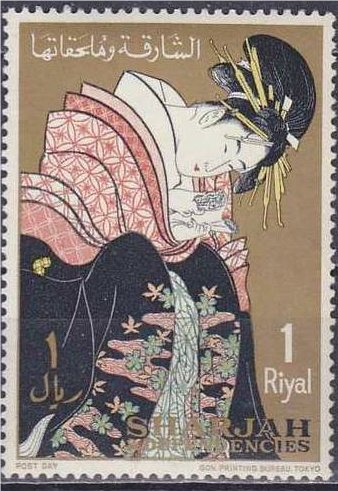
لوحة كيتاغاوا أتامارو "تاكيجاوا من بيت الشاي أوجي"
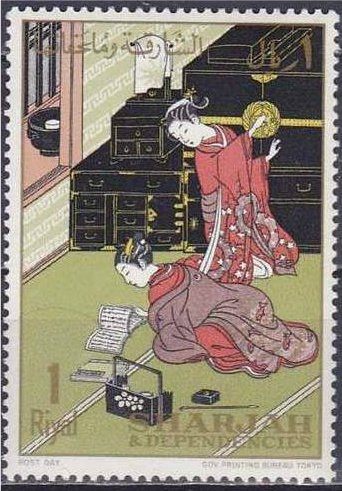
لوحة سوزوكي هارونوبو[الإنجليزية] "امرأتان بجانب خزانة مطلية بالورنيش"

وهذه صور صحائف الطوابع، تضم كل واحدة 10 طوابع:

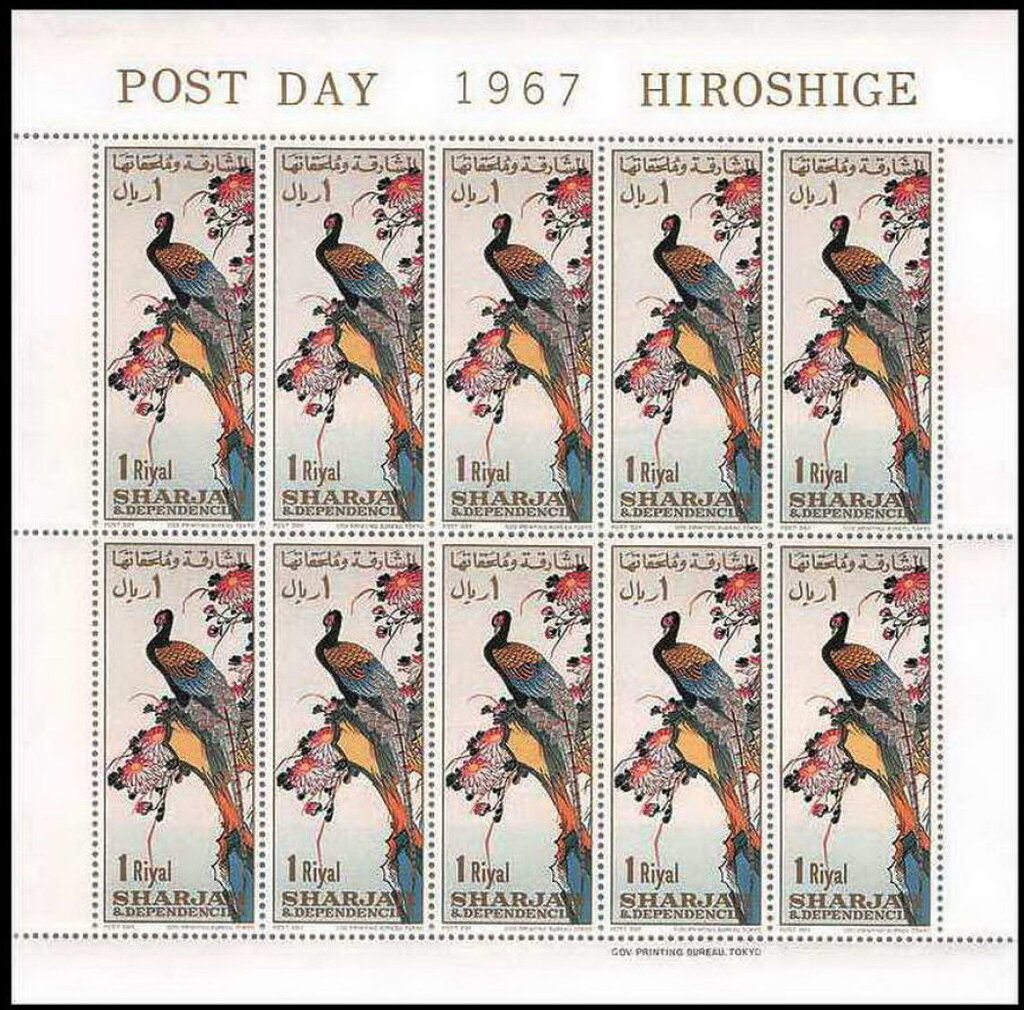
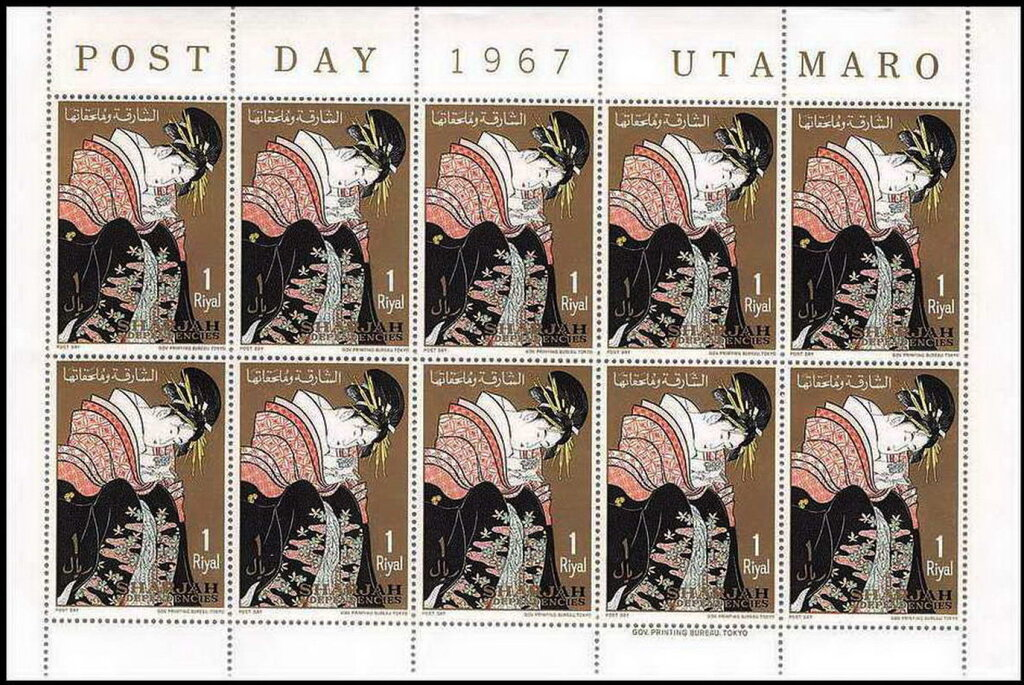
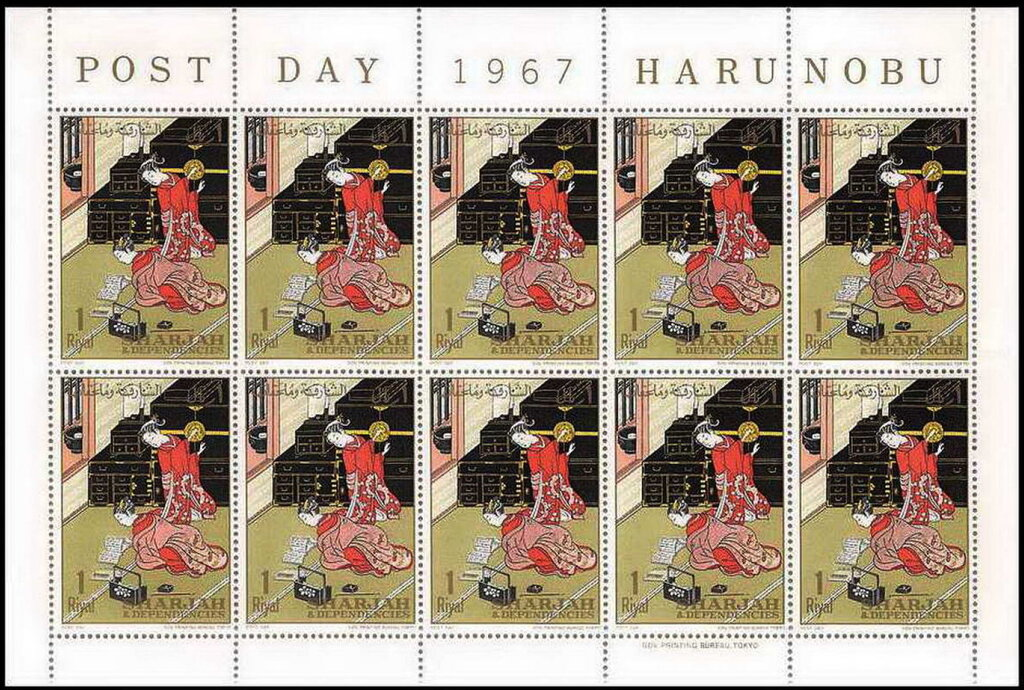

## إصدارات الذكرى الثانية والعشرين لتأسيس الأمم المتحدة

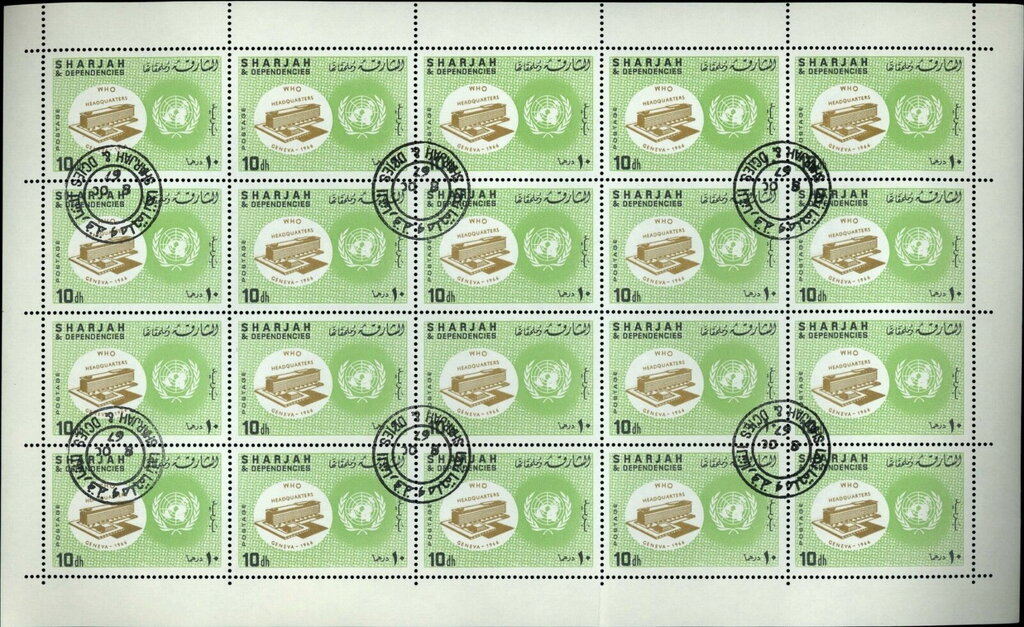
صورة صحيفة طوابع من فئة 10 دراهم تضم 20 طابعا.

في 10 أبريل 1967، أصدرت الطوابع التالية لمناسبة الذكرى الثانية والعشرين لتأسيس الأمم المتحدة:

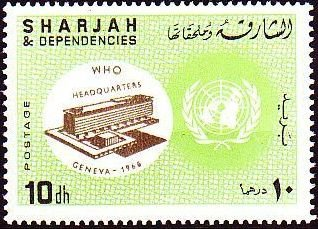
10 دراهم صورة مقر منظمة الصحة العالمية
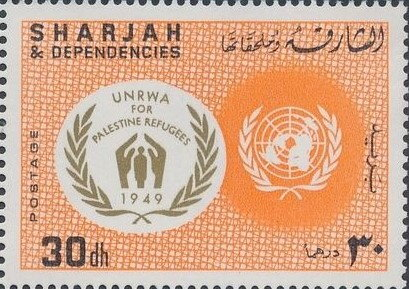
30 درهما صورة شعار الأونروا وكالة الأمم المتحدة لإغاثة وتشغيل اللاجئين الفلسطينيين
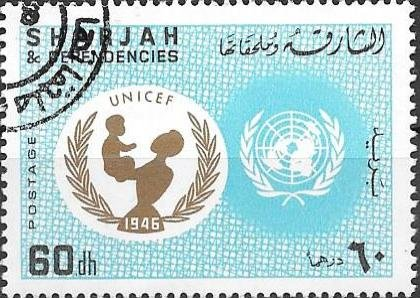
60 درهما صورة شعار اليونيسف منظمة الأمم المتحدة للطفولة

## إصدارات دورة الألعاب الأولمبية الصيفية في المكسيك

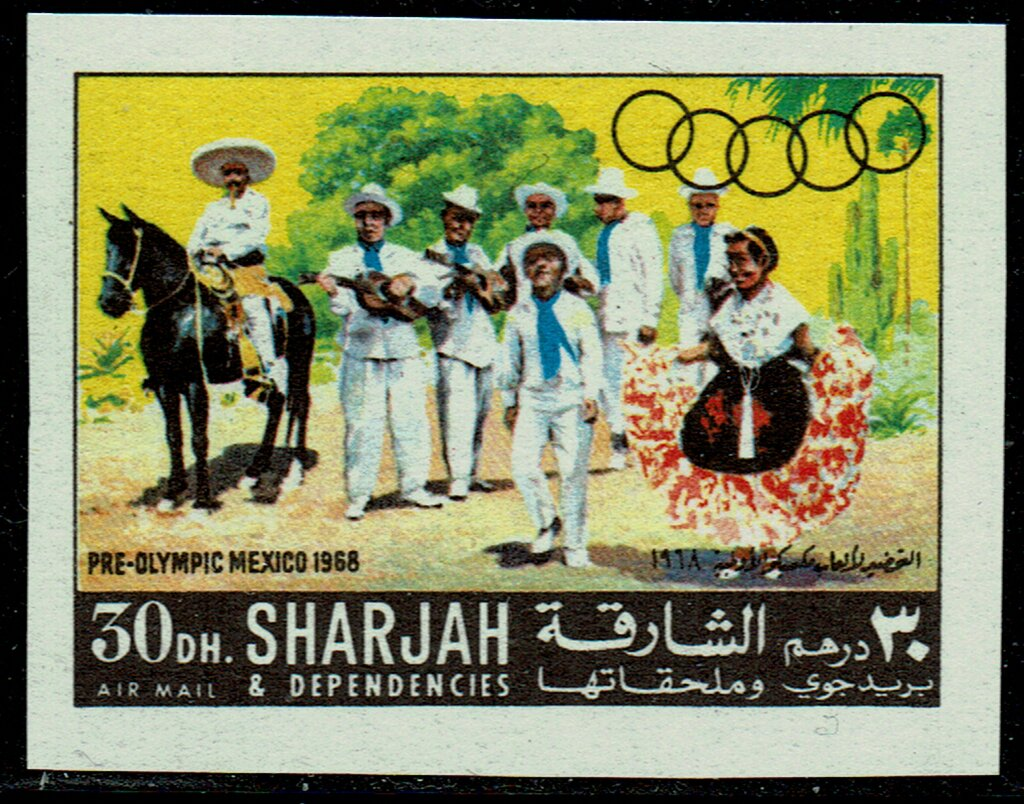
30 درهما تظهر في الطابع صورة رقص شعبي مكسيكي وعازف جيتار وثنائي راقص وراكب فوق حصان.
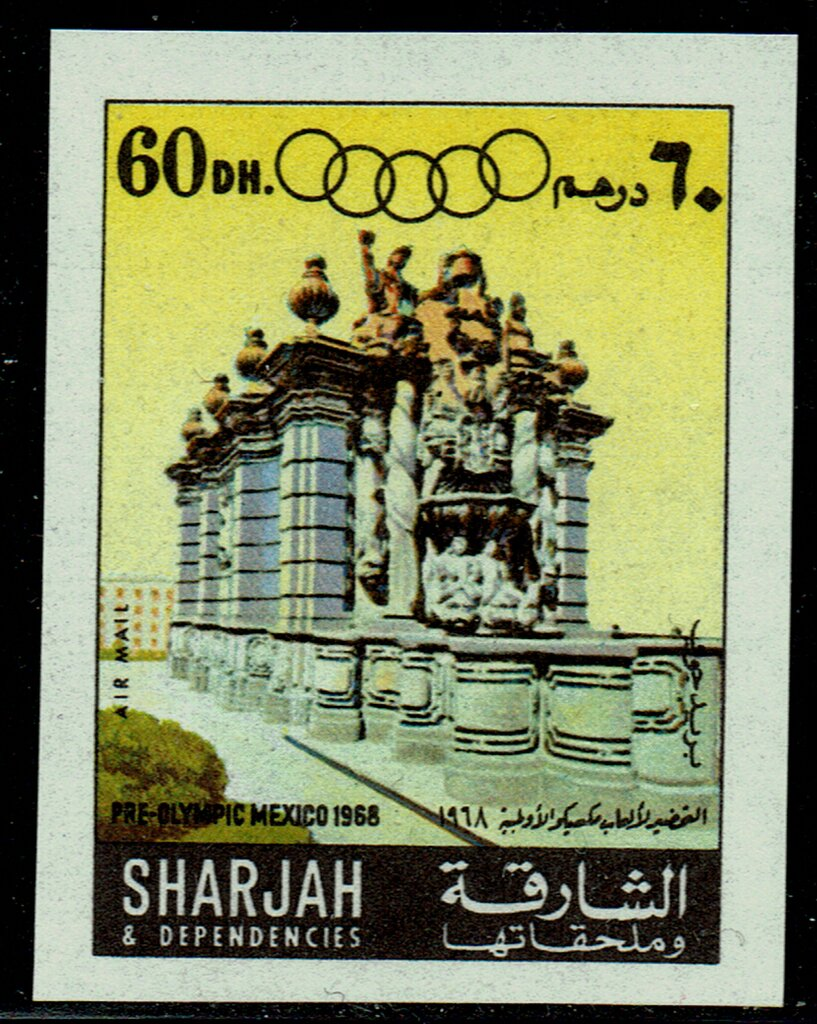
60 درهما تظهر على الطابع صورة نافورة الشلال في مدينة مكسيكو
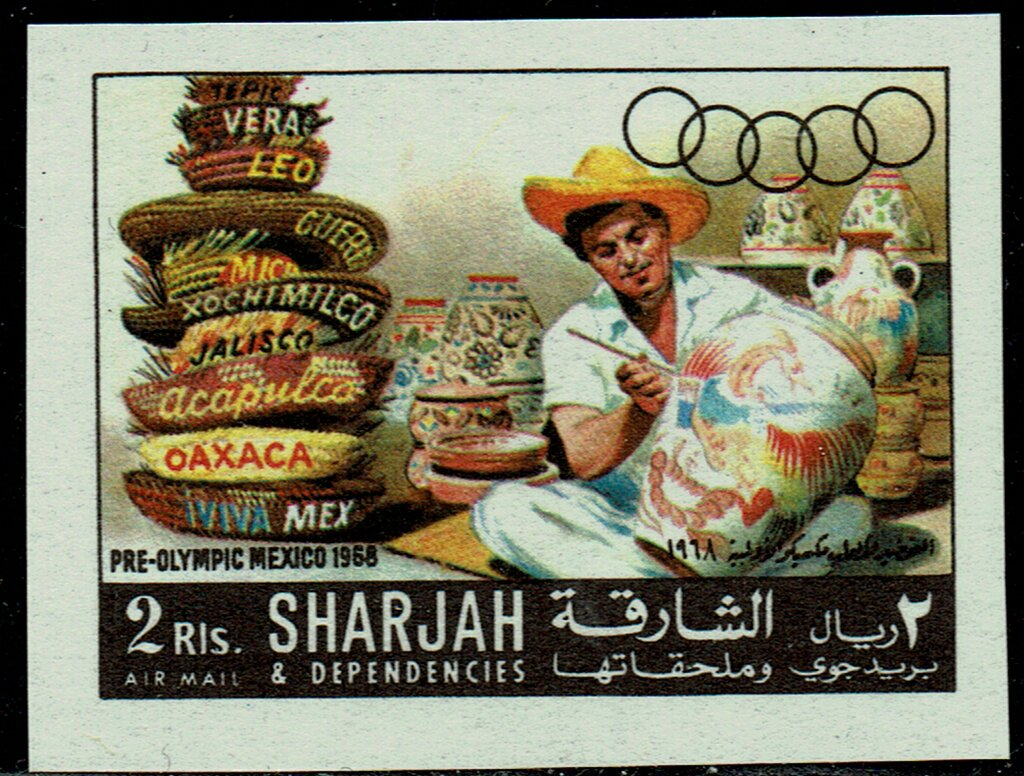
ريالان تظهر على الطابع فنانا مكسيكيا يلون مزهرية بالفن الشعبي المكسيكي وهو يرتدي صمبريرة وإلى جانبه صمبريرات أخرى.

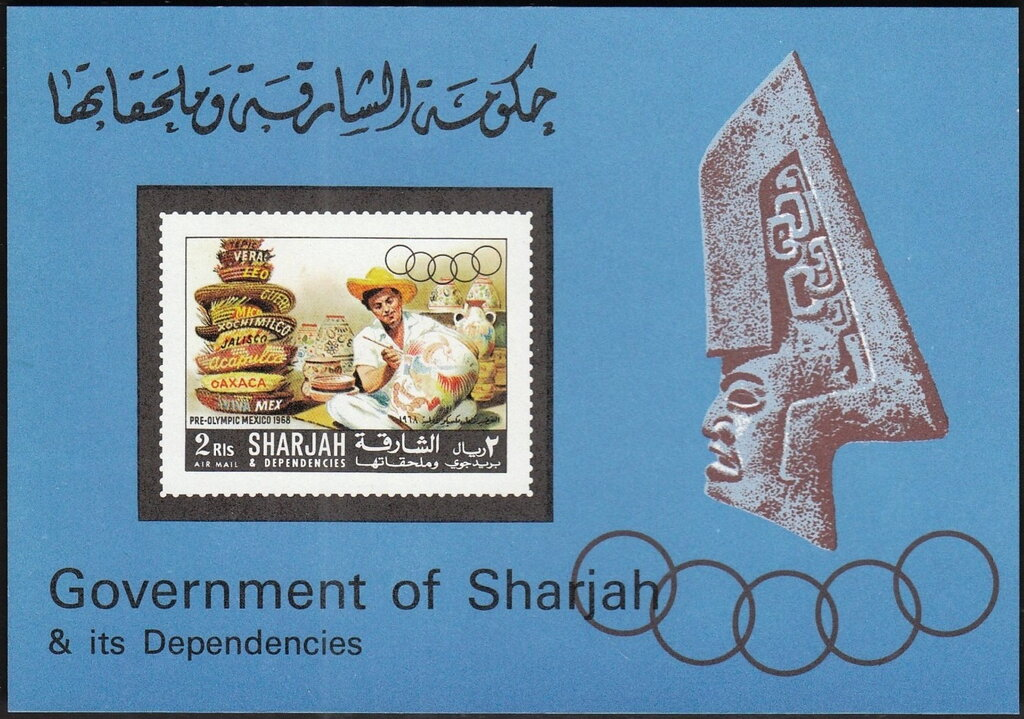
بطاقة تذكارية بقيمة ريالين
تظهر عليها فنانا مكسيكيا يلون مزهرية بالفن الشعبي المكسيكي وهو يرتدي صمبريرة وإلى جانبه صمبريرات أخرى.

في 25 سبتمبر 1967، أصدرت الطوابع لمناسبة الألعاب الأولمبية الصيفية لعام 1968 والتي ستقام في حينها في عاصمة المكسيك، مدينة مكسيكو للفترة من يوم 12 أكتوبر واختتمت يوم 27 أكتوبر 1968.

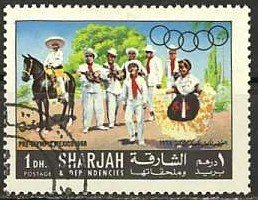
درهم واحد تظهر في الطابع صورة رقص شعبي مكسيكي وعازف جيتار وثنائي راقص وراكب فوق حصان.
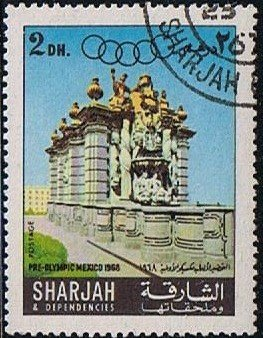
درهمان تظهر على الطابع صورة نافورة الشلال[الإسبانية] في مدينة مكسيكو
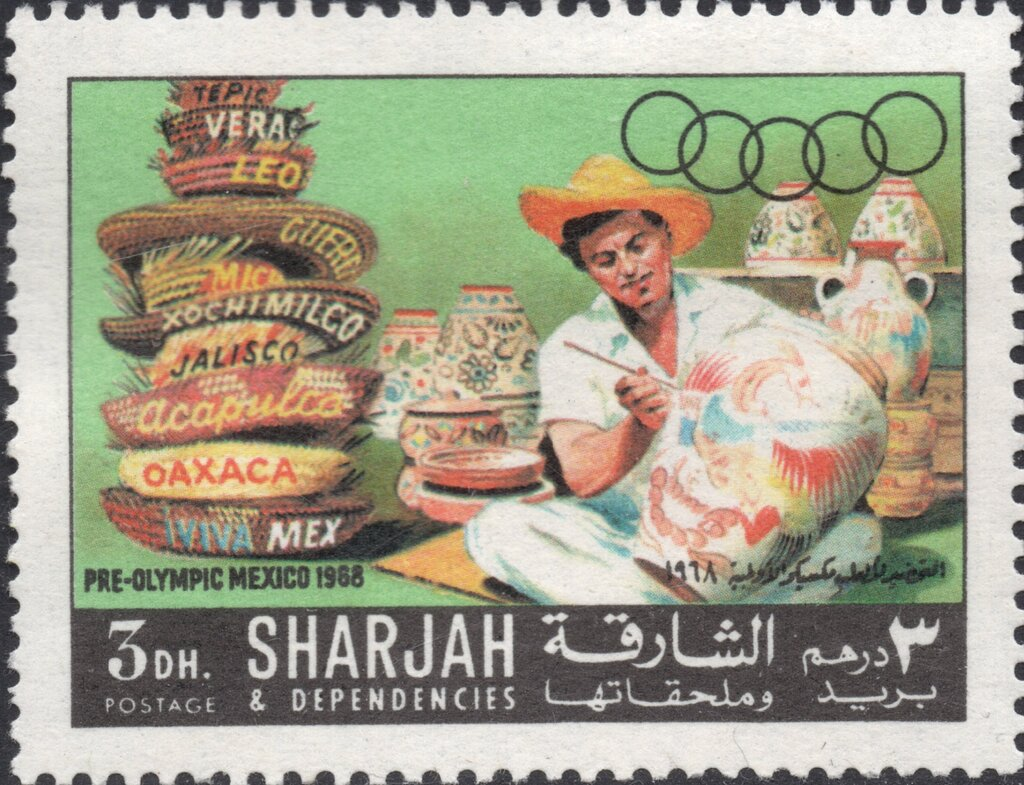
3 دراهم تظهر على الطابع فنانا مكسيكيا يلون مزهرية بالفن الشعبي المكسيكي وهو يرتدي صمبريرة وإلى جانبه صمبريرات أخرى.
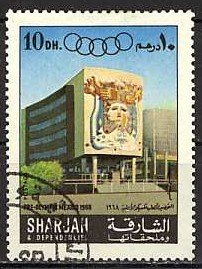
10 دراهم طابع تظهر عليه صورة المكتبة المركزية[الإنجليزية] في الجامعة الوطنية المستقلة في المكسيك

وقد توفرت منها نسخ غير مخرمة:

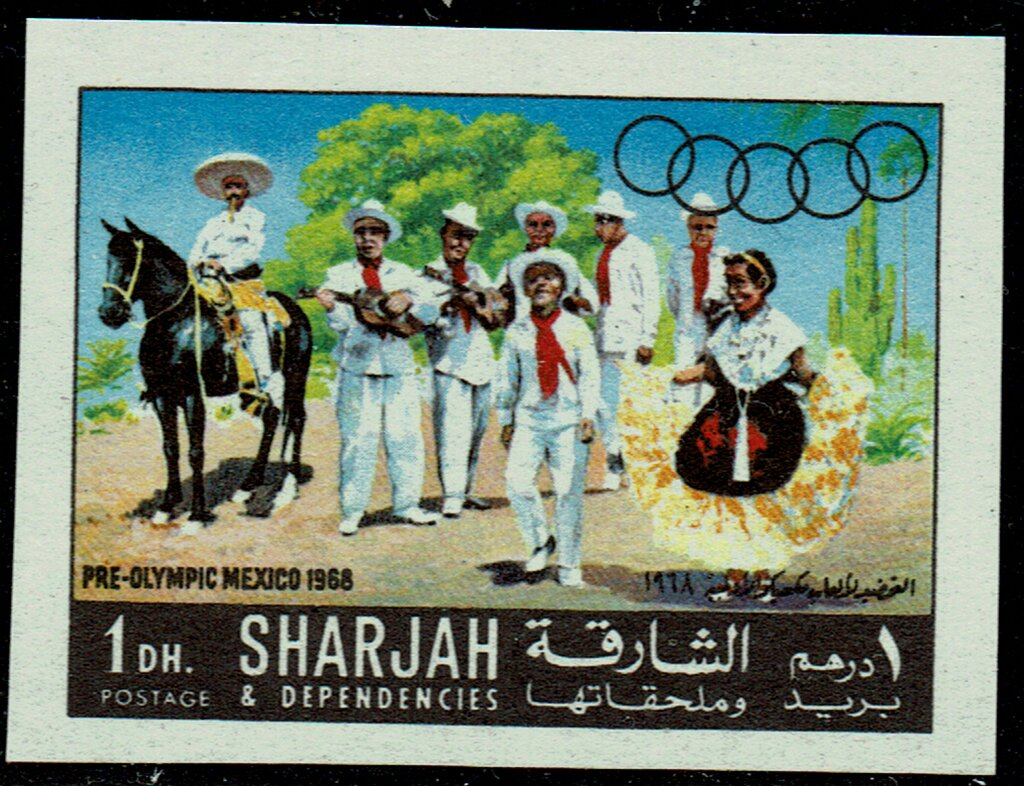
درهم واحد تظهر في الطابع صورة رقص شعبي مكسيكي وعازف جيتار وثنائي راقص وراكب فوق حصان.
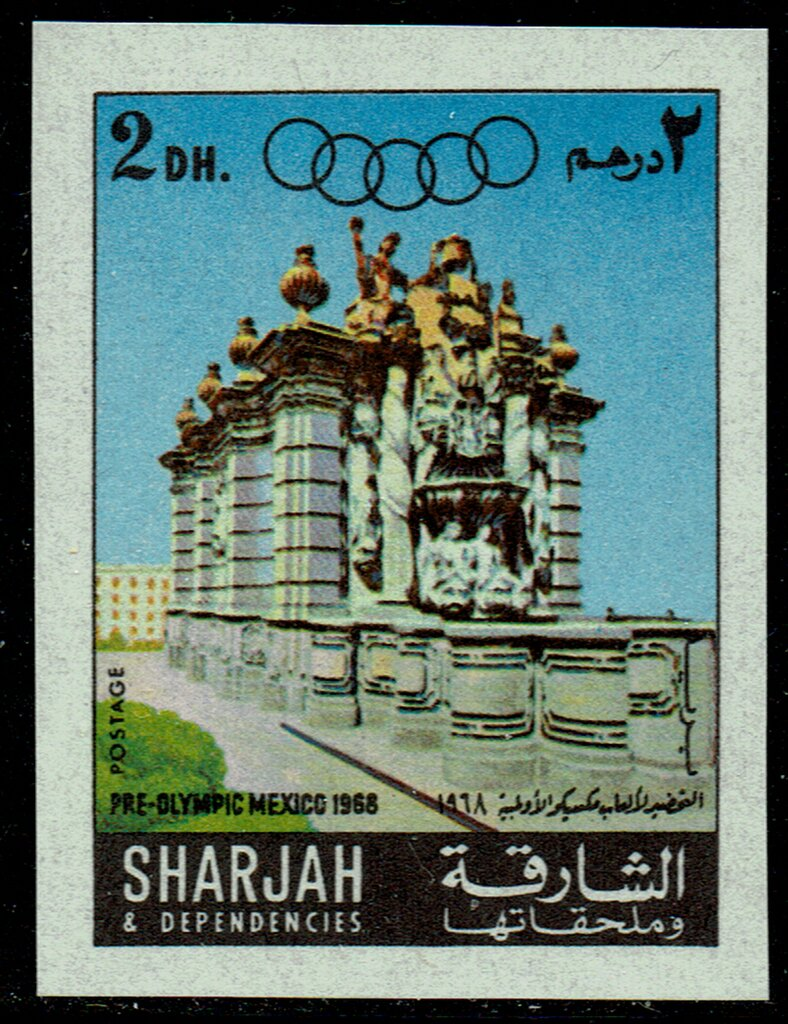
درهمان تظهر على الطابع صورة نافورة الشلال[الإسبانية] في مدينة مكسيكو
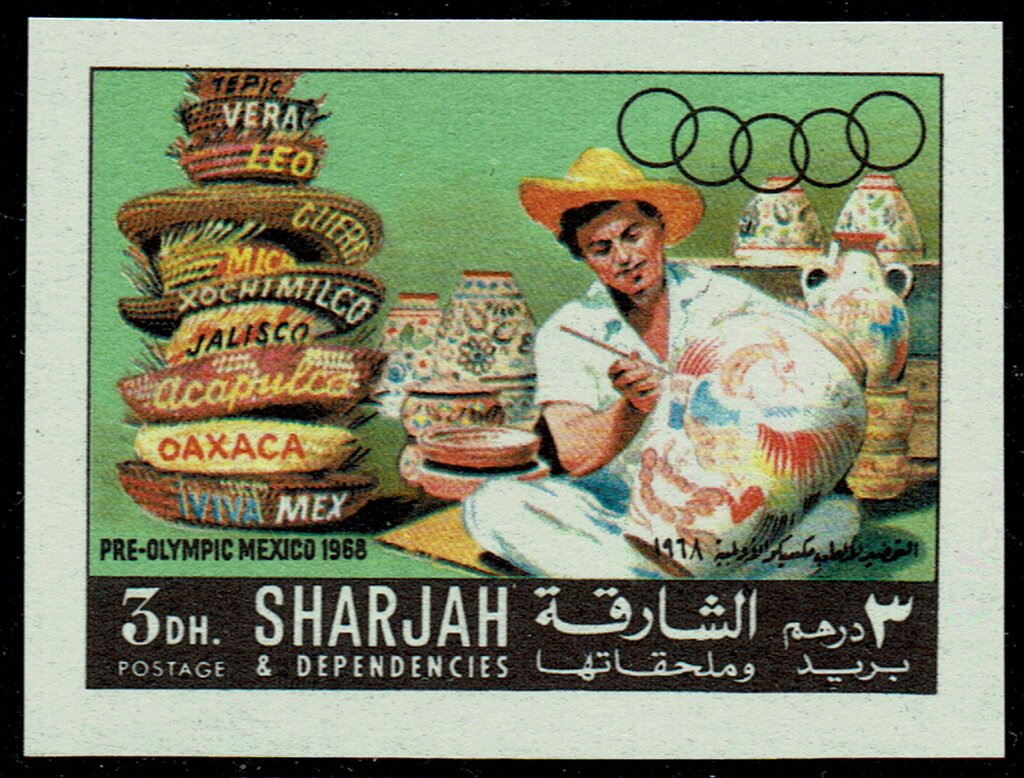
3 دراهم تظهر على الطابع فنانا مكسيكيا يلون مزهرية بالفن الشعبي المكسيكي وهو يرتدي صمبريرة وإلى جانبه صمبريرات أخرى.
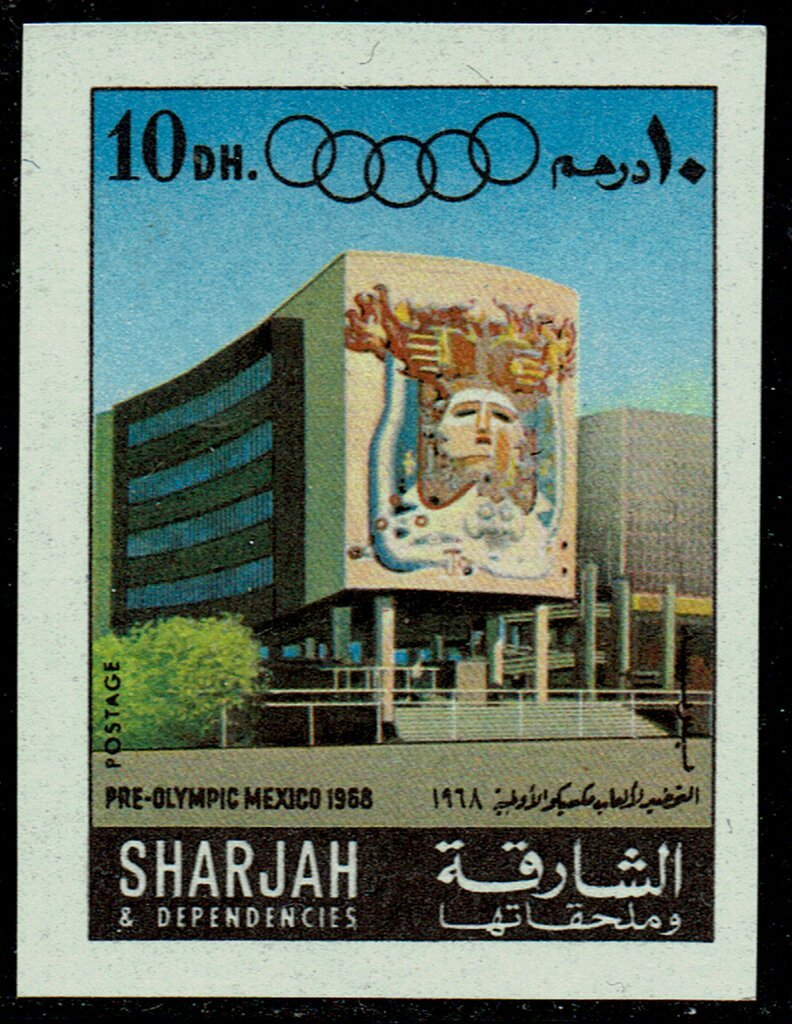
10 دراهم طابع تظهر عليه صورة المكتبة المركزية[الإنجليزية] في الجامعة الوطنية المستقلة في المكسيك

أما الطوابع التالية فهي مخصصة للبريد الجوي:

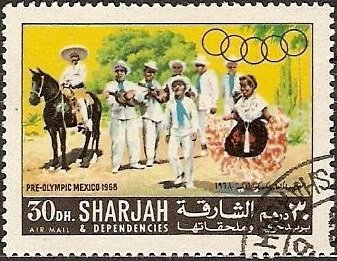
30 درهما تظهر في الطابع صورة رقص شعبي مكسيكي وعازف جيتار وثنائي راقص وراكب فوق حصان.
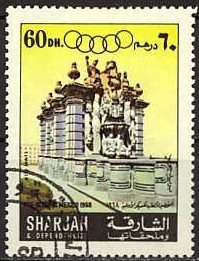
60 درهما تظهر على الطابع صورة نافورة الشلال[الإسبانية] في مدينة مكسيكو
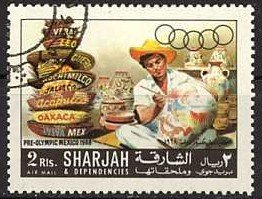
ريالان تظهر على الطابع فنانا مكسيكيا يلون مزهرية بالفن الشعبي المكسيكي وهو يرتدي صمبريرة وإلى جانبه صمبريرات أخرى.

وأيضا توفرت منها نسخ غير مخرمة:
- 30 درهما
تظهر في الطابع صورة رقص شعبي مكسيكي وعازف جيتار وثنائي راقص وراكب فوق حصان.
- 60 درهما
تظهر على الطابع صورة نافورة الشلال[الإسبانية] في مدينة مكسيكو
- ريالان
تظهر على الطابع فنانا مكسيكيا يلون مزهرية بالفن الشعبي المكسيكي وهو يرتدي صمبريرة وإلى جانبه صمبريرات أخرى.

وأيضا أصدرت بطاقة تذكارية:

## إصدارات الزهور والفراشات

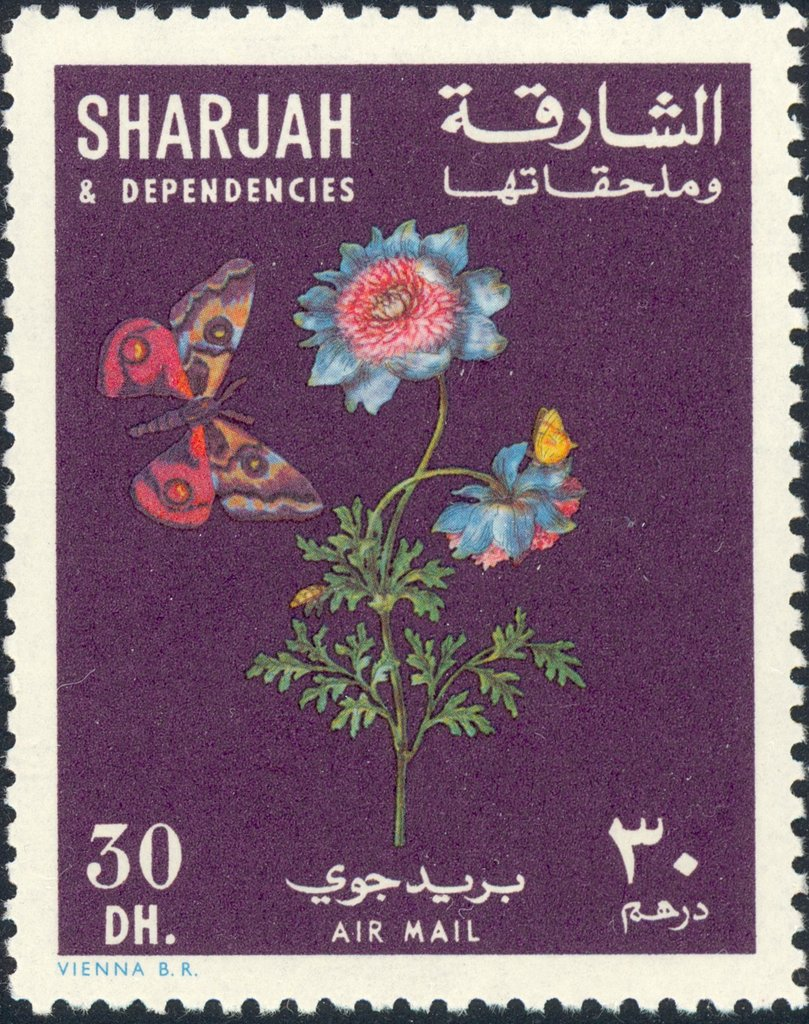
30 درهما شقار (Anemone sp.) وطويس أوروبي (Aglais io)
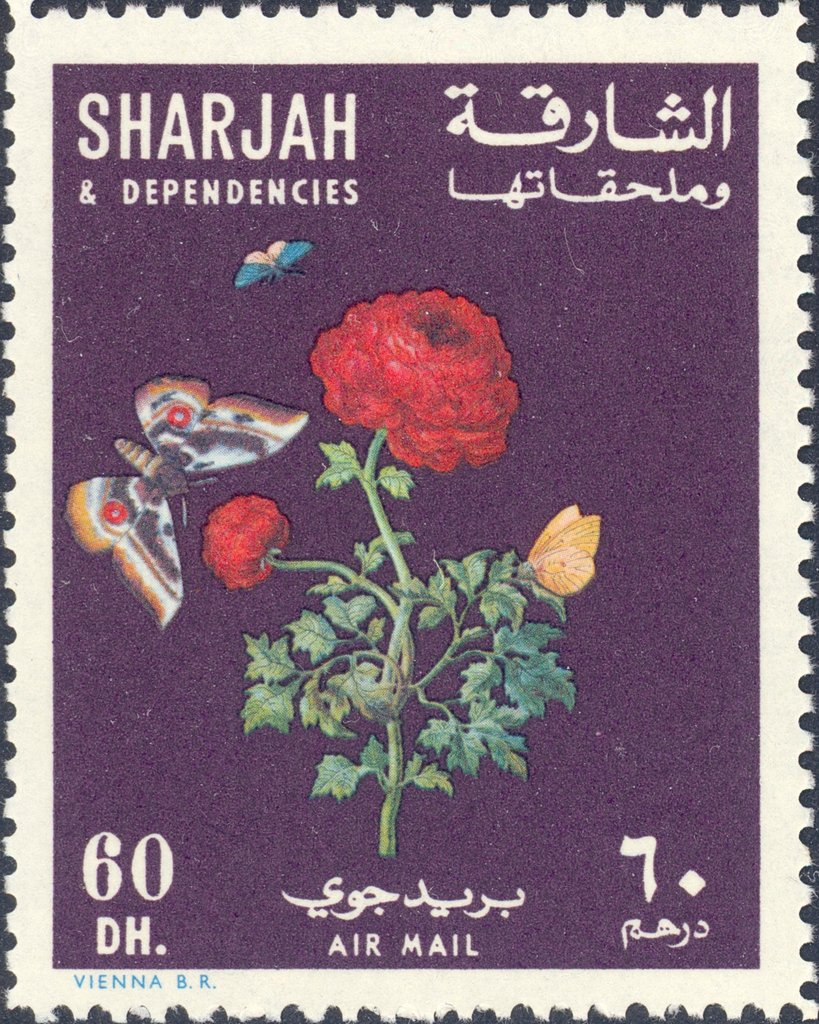
60 درهما حوذان (Ranunculus sp.) مع فراشات
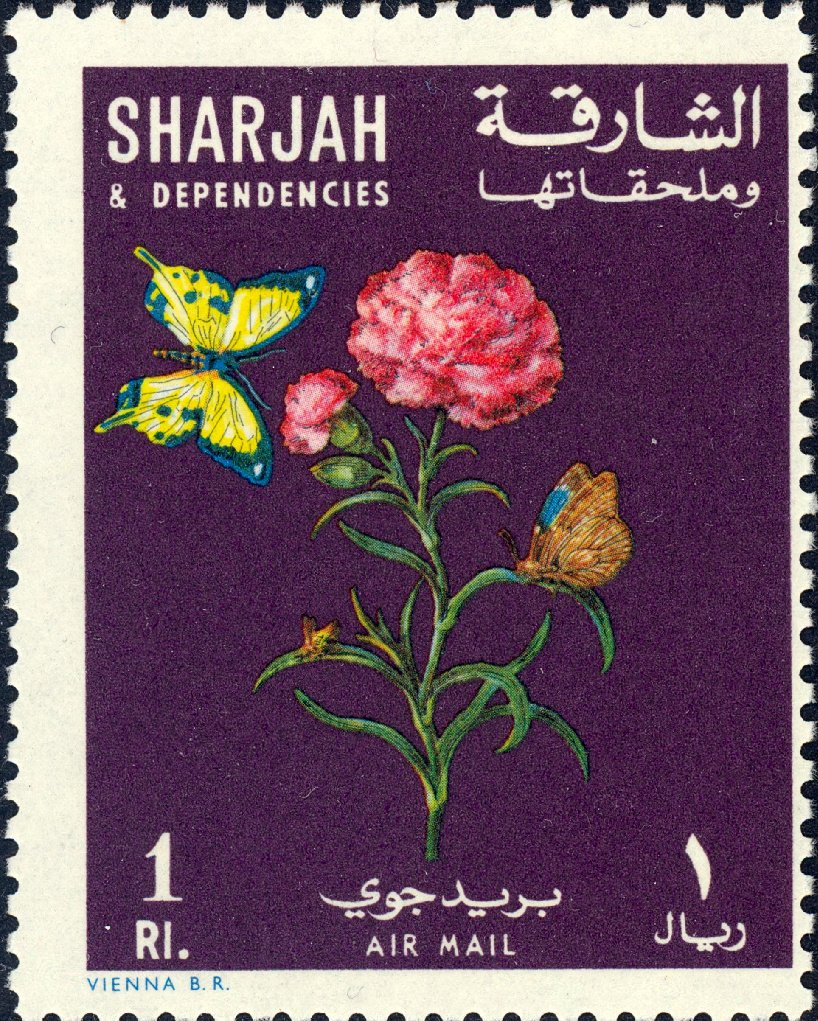
ريال واحد قرنفل شائع (Dianthus caryophyllus) وفراشة صفراء
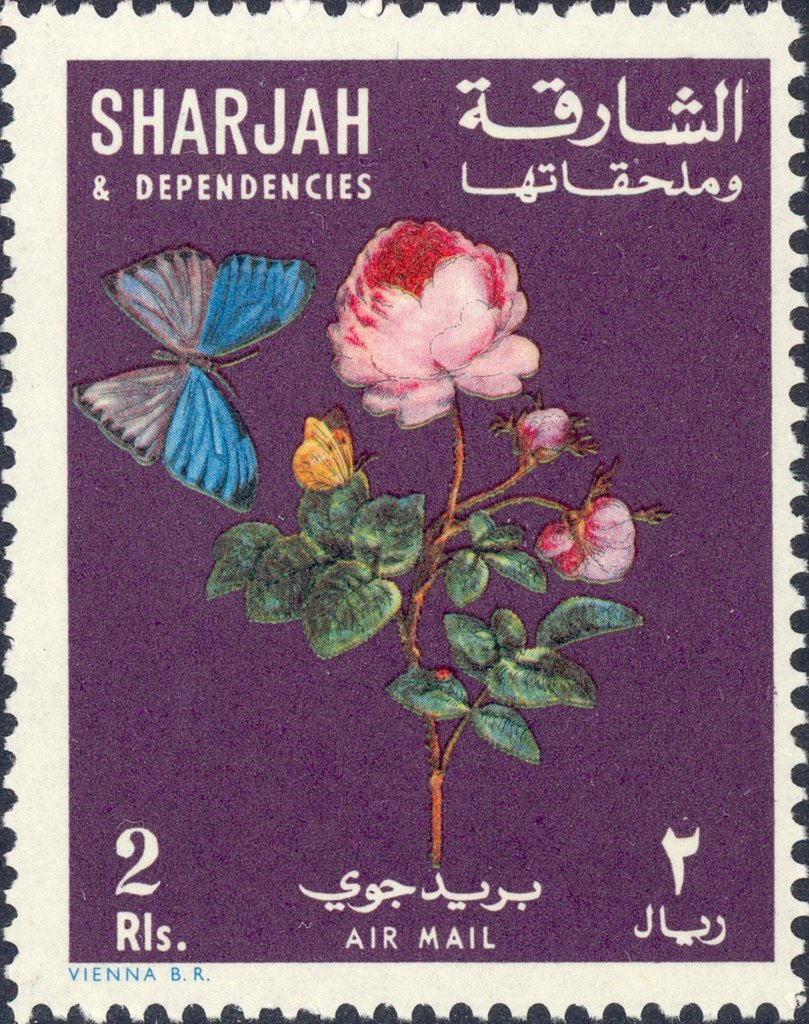
ريالان وردة الشاي المهجنة مع فراشة زرقاء ورمادية

في 11 نوفمبر 1967، أصدرت الطوابع التالية التي تظهر عليها صور ورود وفراشات:

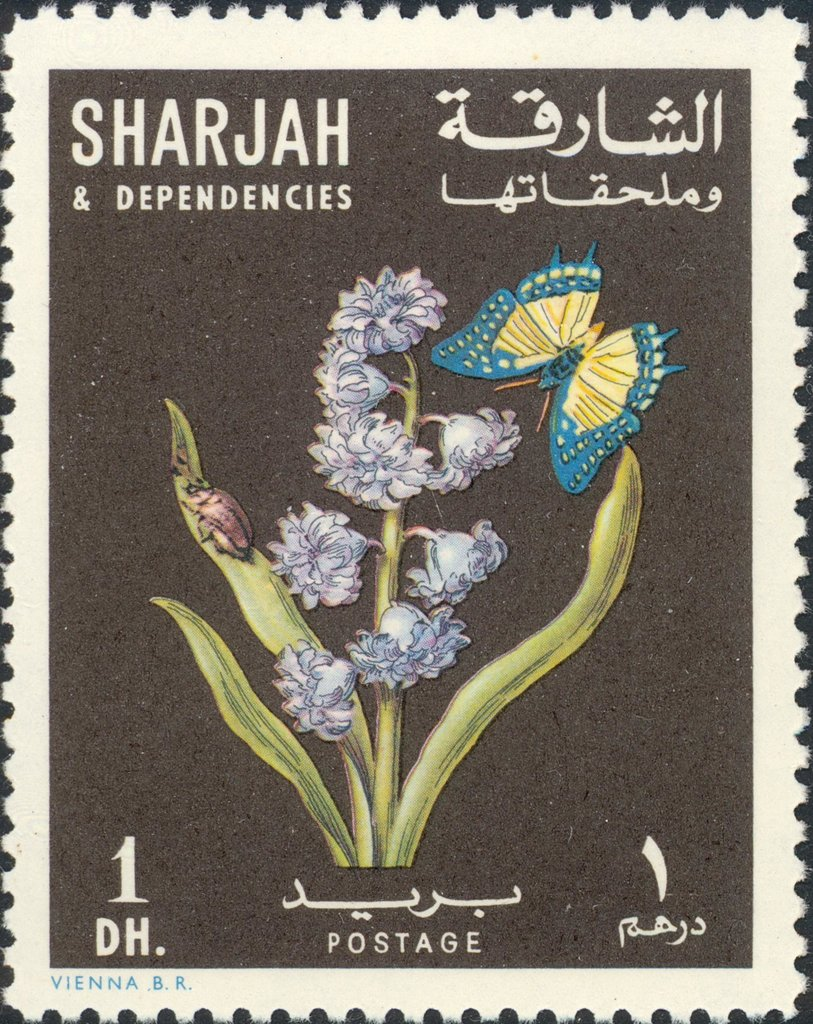
درهم واحد إشقيل (Scilla siberica)
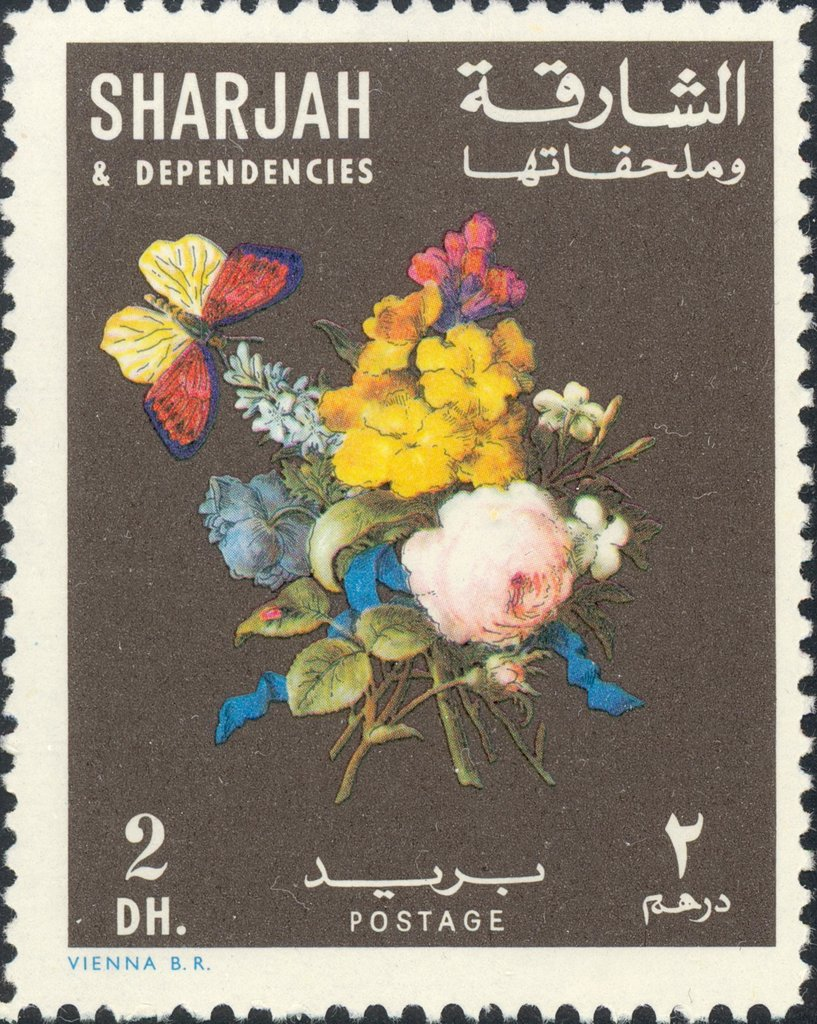
درهمان باقة ورد وفراشة صفراء وحمراء
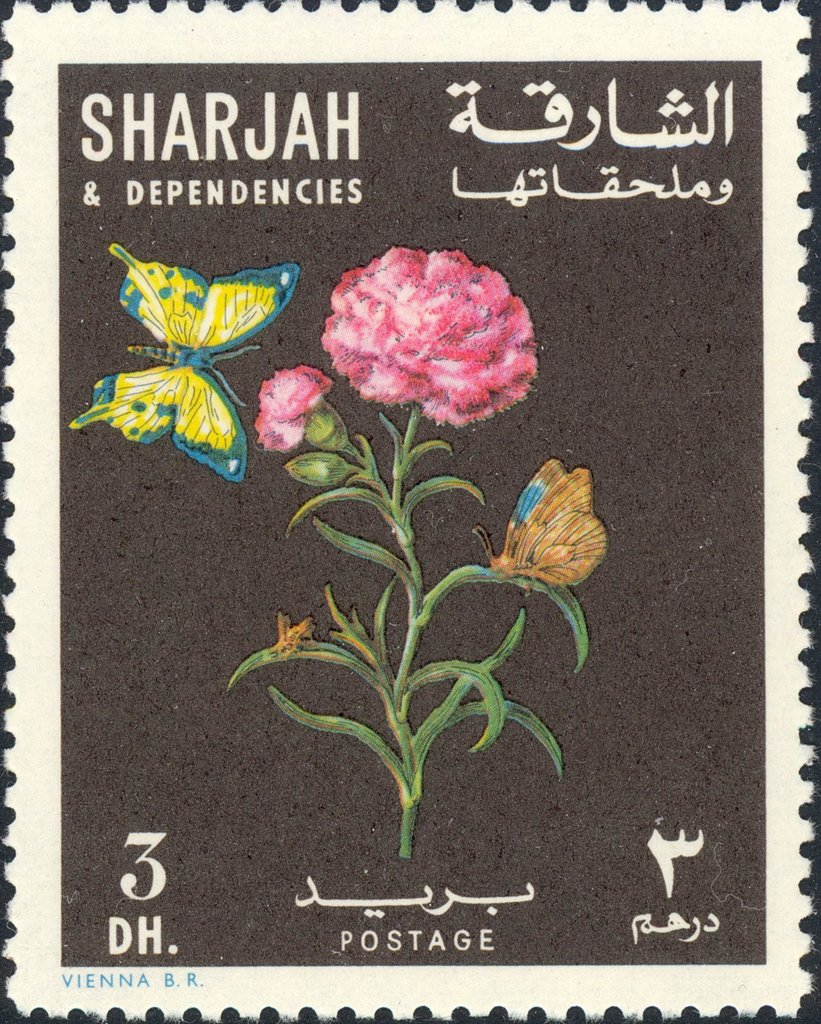
3 دراهم قرنفل شائع (Dianthus caryophyllus) وفراشة صفراء
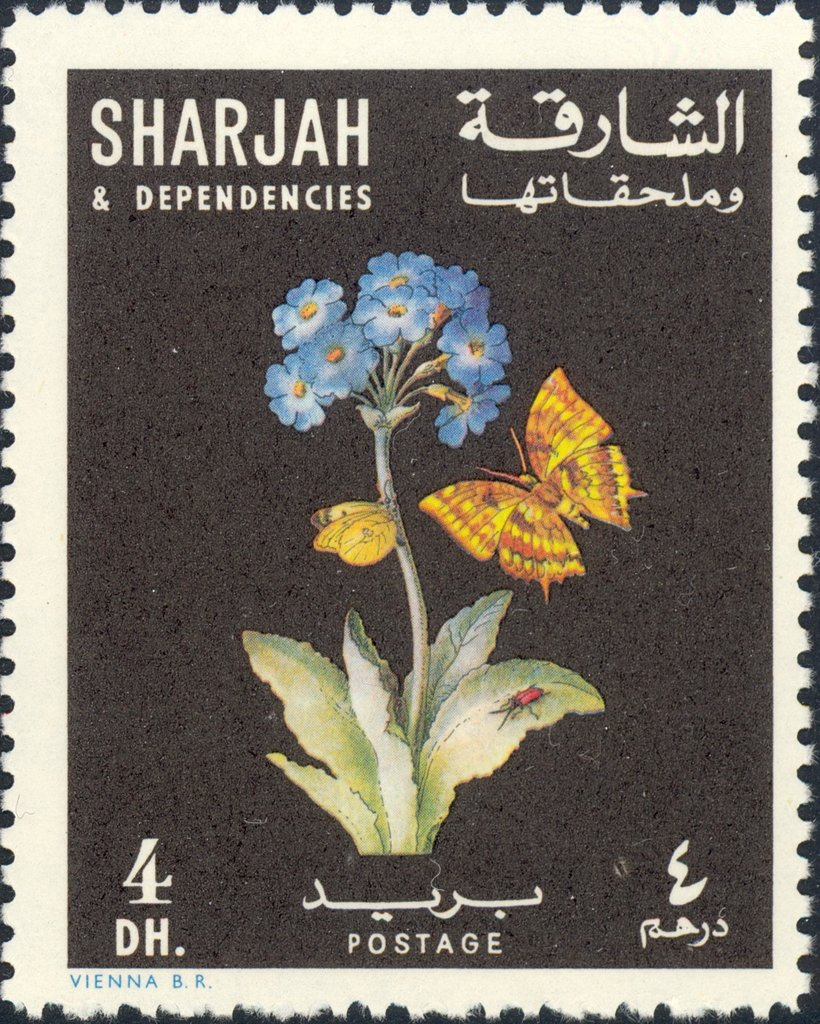
4 دراهم زهرة الربيع الشائعة (Primula vulgaris)
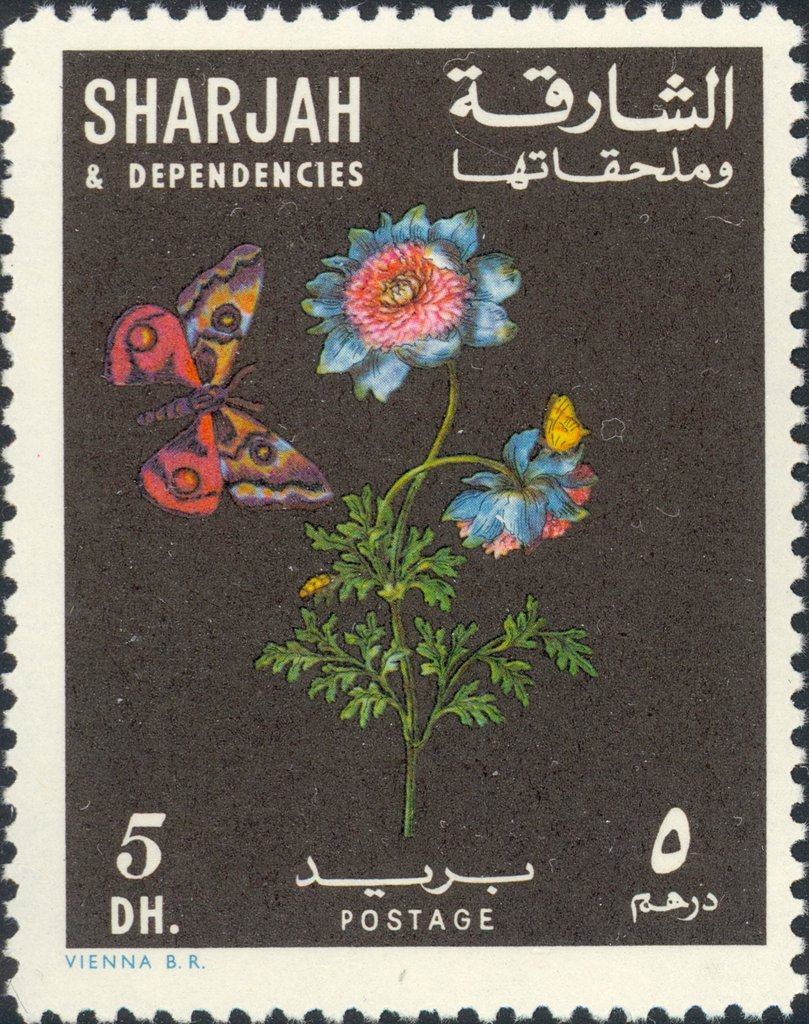
5 دراهم شقار (Anemone sp.) وطويس أوروبي (Aglais io)
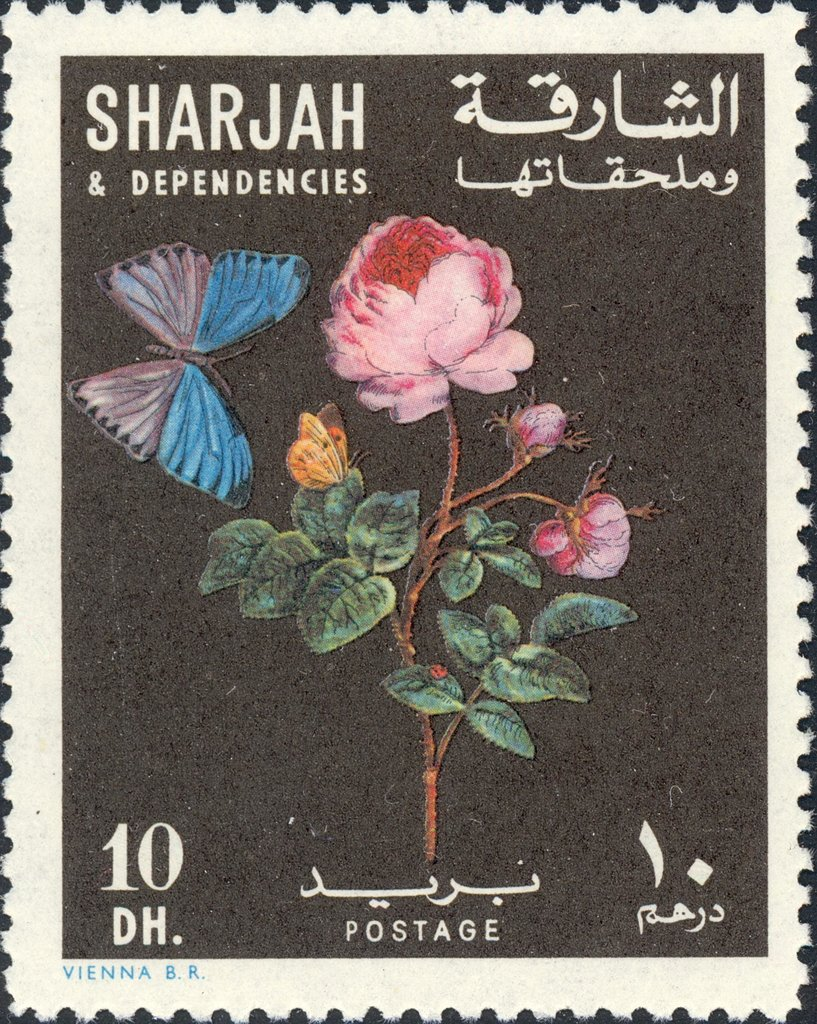
10 دراهم وردة الشاي المهجنة مع فراشة زرقاء ورمادية
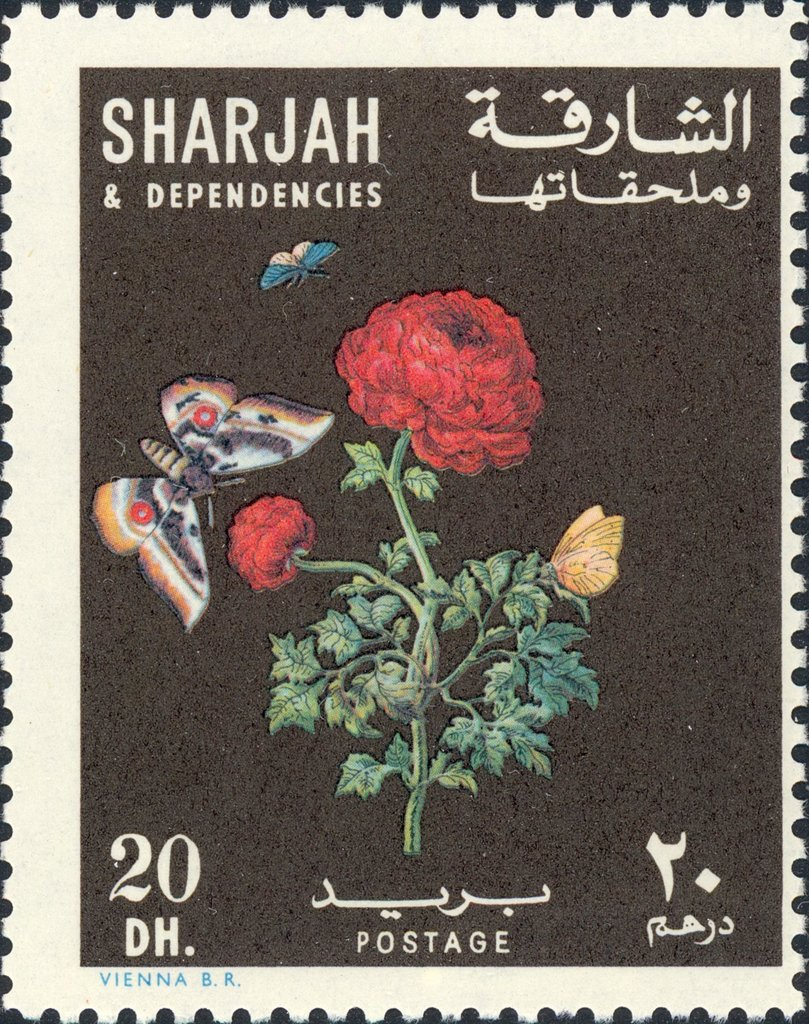
20 درهما حوذان (Ranunculus sp.) مع فراشات

- 5 دراهم
شقار
(Anemone sp.)
وطويس أوروبي
(Aglais io)
- 10 دراهم
وردة الشاي المهجنة
مع فراشة زرقاء ورمادية
- 20 درهما
حوذان
(Ranunculus sp.)
مع فراشات

وكذلك طوابع مخصصة للبريد الجوي:
- 30 درهما
شقار
(Anemone sp.)
وطويس أوروبي
(Aglais io)
- 60 درهما
حوذان
(Ranunculus sp.)
مع فراشات
- ريال واحد
قرنفل شائع
(Dianthus caryophyllus)
وفراشة صفراء
- ريالان
وردة الشاي المهجنة
مع فراشة زرقاء ورمادية

وكذلك أصدرت نسخة غير مخرمة:
- درهم واحد
إشقيل
(Scilla siberica)
- درهمان
باقة ورد
وفراشة صفراء وحمراء
- 3 دراهم
قرنفل شائع
(Dianthus caryophyllus)
وفراشة صفراء
- 4 دراهم
زهرة الربيع الشائعة
(Primula vulgaris)
- 5 دراهم
شقار
(Anemone sp.)
وطويس أوروبي
(Aglais io)

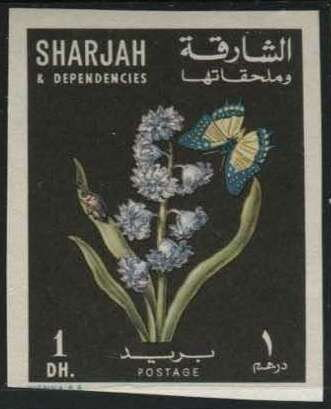
درهم واحد إشقيل (Scilla siberica)
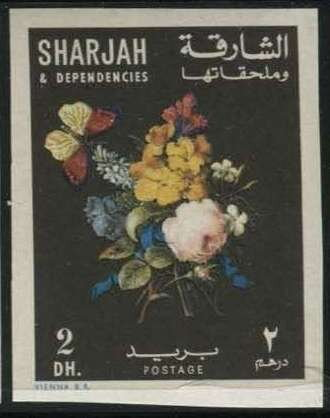
درهمان باقة ورد وفراشة صفراء وحمراء
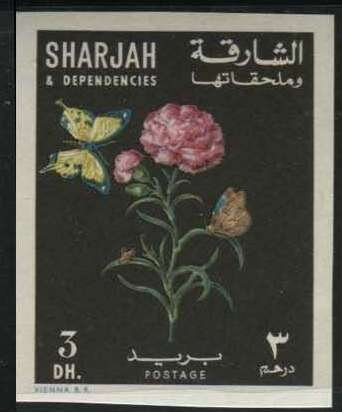
3 دراهم قرنفل شائع (Dianthus caryophyllus) وفراشة صفراء
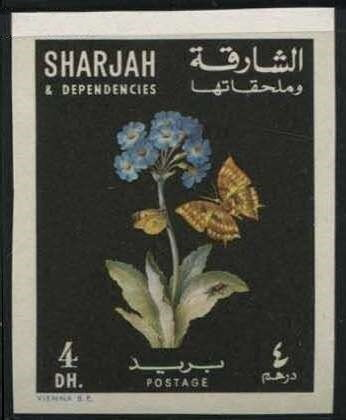
4 دراهم زهرة الربيع الشائعة (Primula vulgaris)
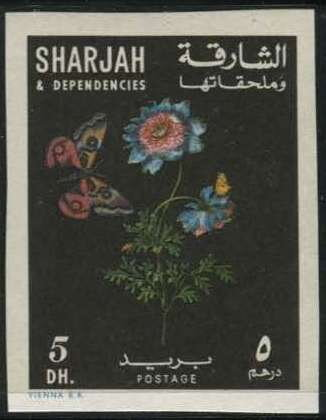
5 دراهم شقار (Anemone sp.) وطويس أوروبي (Aglais io)
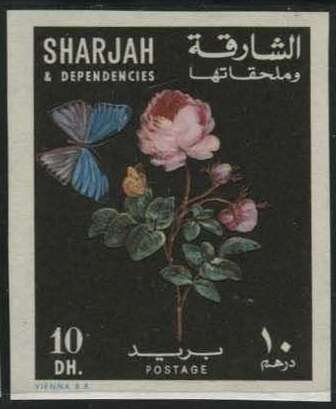
10 دراهم وردة الشاي المهجنة مع فراشة زرقاء ورمادية
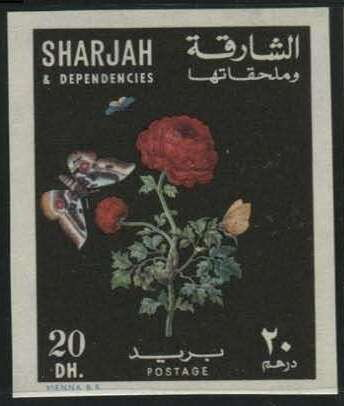
20 درهما حوذان (Ranunculus sp.) مع فراشات

وكذلك نسخة غير مخرمة من طوابع البريد الجوي:
- 30 درهما
شقار
(Anemone sp.)
وطويس أوروبي
(Aglais io)

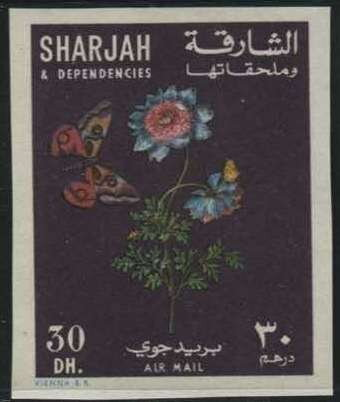
30 درهما شقار (Anemone sp.) وطويس أوروبي (Aglais io)
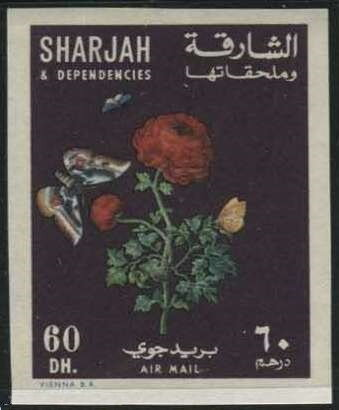
60 درهما حوذان (Ranunculus sp.) مع فراشات
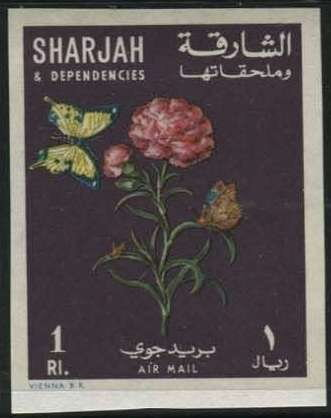
ريال واحد قرنفل شائع (Dianthus caryophyllus) وفراشة صفراء
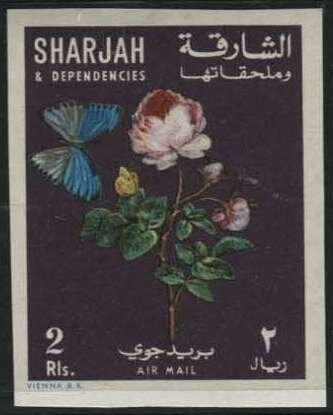
ريالان وردة الشاي المهجنة مع فراشة زرقاء ورمادية

- ريالان
وردة الشاي المهجنة
مع فراشة زرقاء ورمادية

## إصدارات الذكرى الرابعة لوفاة جون كينيدي

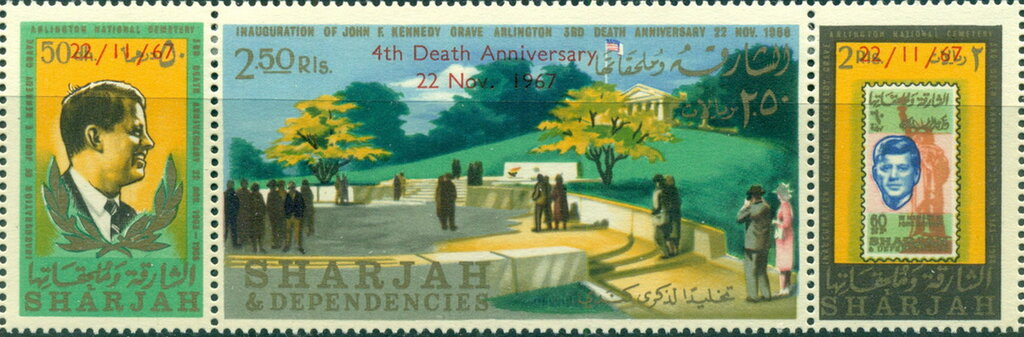
الطوابع المتجاورة الثلاثة.

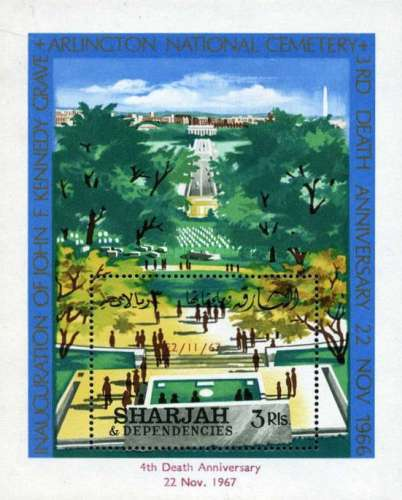
البطاقة التذكارية المخرمة

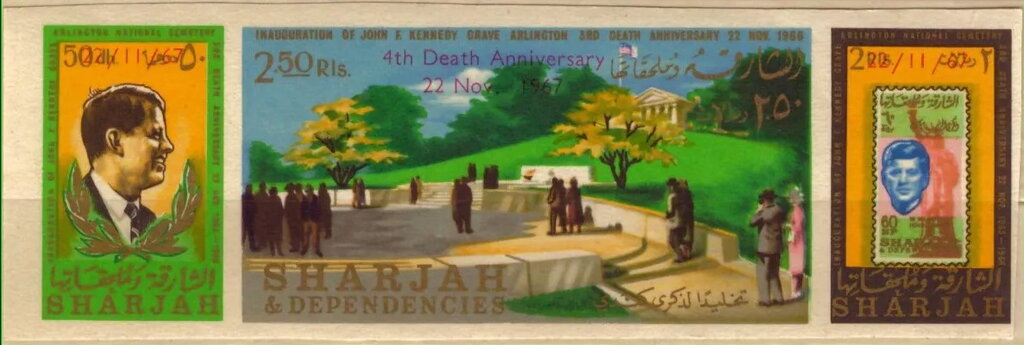
الطوابع المتجاورة الثلاثة.

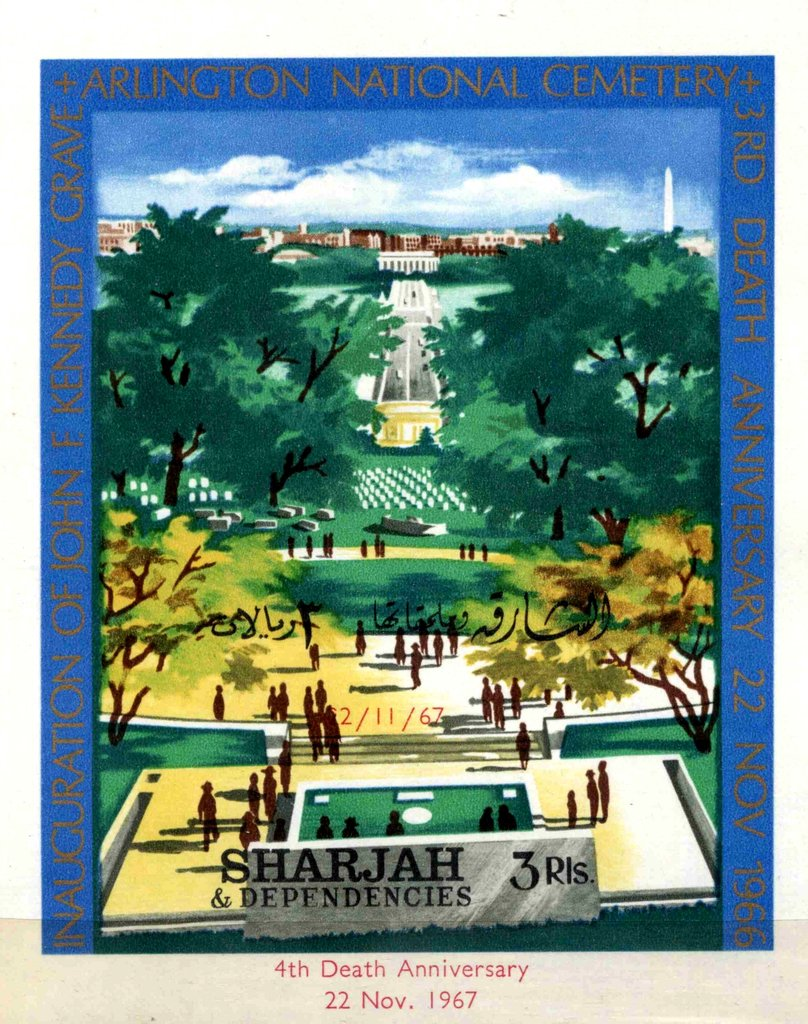
البطاقة التذكارية غير المخرمة

في 22 نوفمبر 1967، وشحت طوابع إصدارات الذكرى السنوية الثالثة لوفاة جون كينيدي الصادرة أصلا في 22 نوفمبر 1966، وكان التوشيح بتاريخ "22 / 11 / 1967" لطابعين وللطابع الثالث والبطاقة بعبارة "4th Death Anniversary 22 آخر 1967" وهي الذكرى الرابعة لوفاة جون كينيدي:

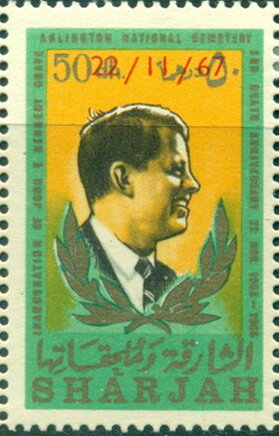
50 درهما
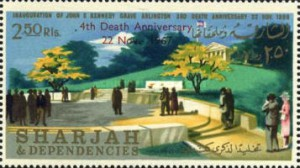
ريالان ونصف
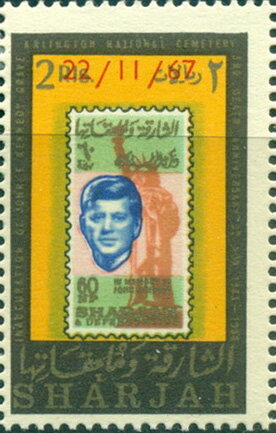
ريالان
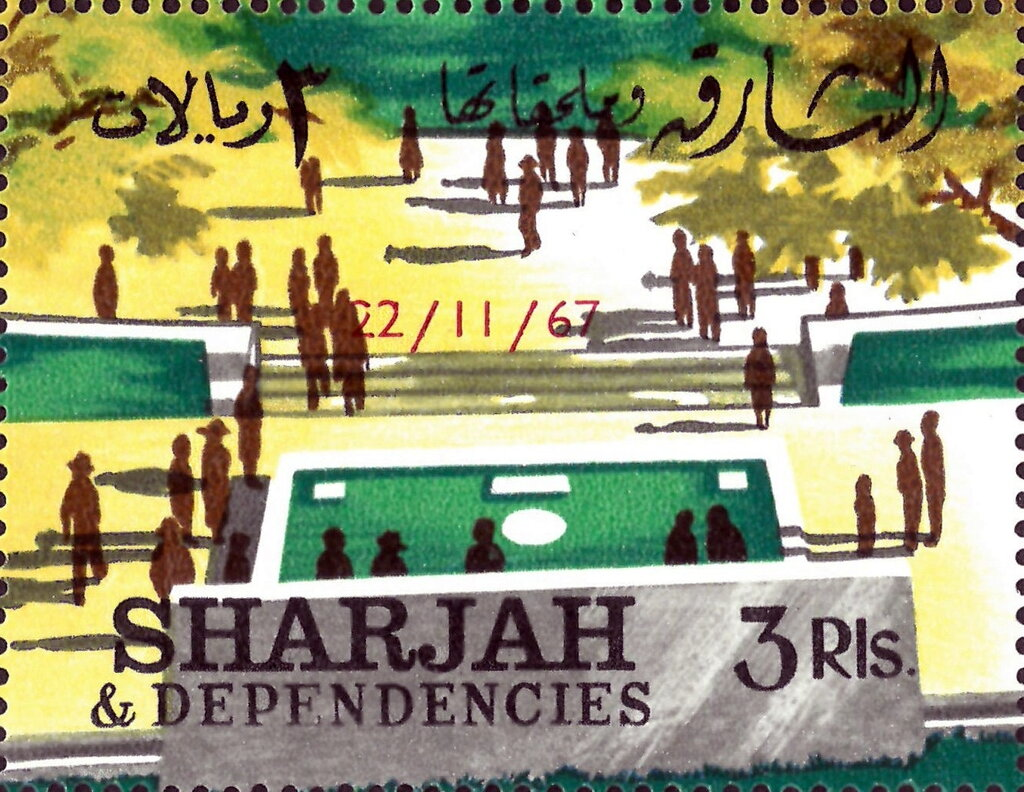
3 ريالات طابع البطاقة التذكارية المخرمة

وكذلك النسخ غير المخرمة:

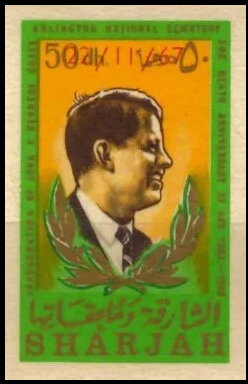
50 درهما
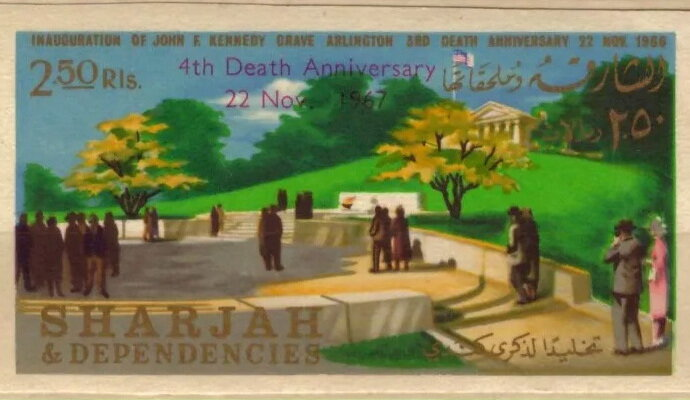
ريالان ونصف
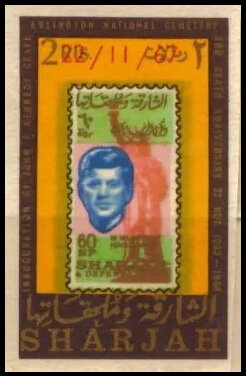
ريالان
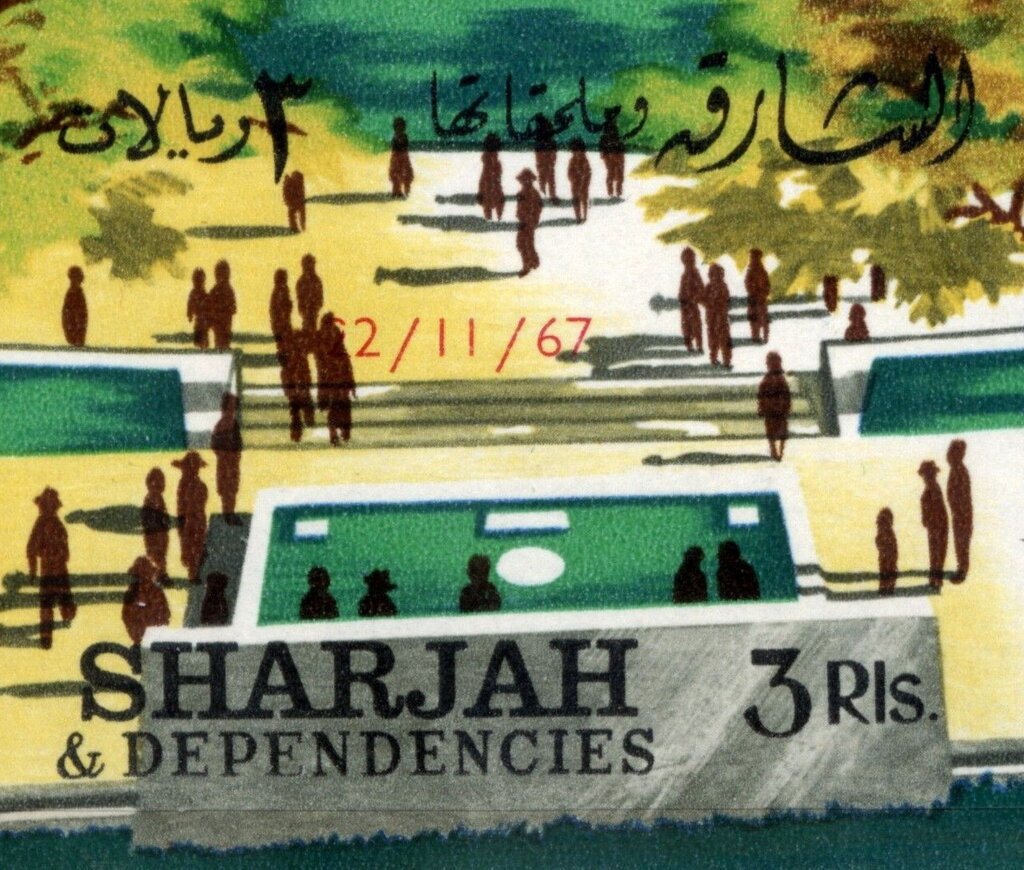
3 ريالات طابع البطاقة التذكارية غير المخرمة

## إصدارات اللوحات الفنية

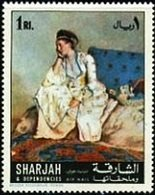
ريال واحد لوحة ماريا كوفنتري للرسام جان إتيان ليوتارد
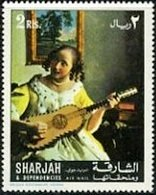
ريالان لوحة لوحة عازف الجيتار (فيرمير) للرسام يوهانس فيرمير
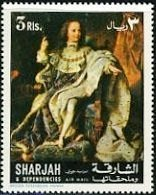
3 ريالات لوحة للرسام هياسنته ريجو
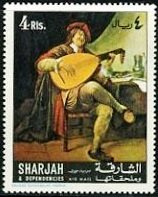
4 ريالات لوحة للرسام يان ستين
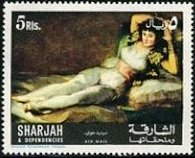
5 ريالات لوحة الماجا الملبسة للرسام فرانثيسكو غويا

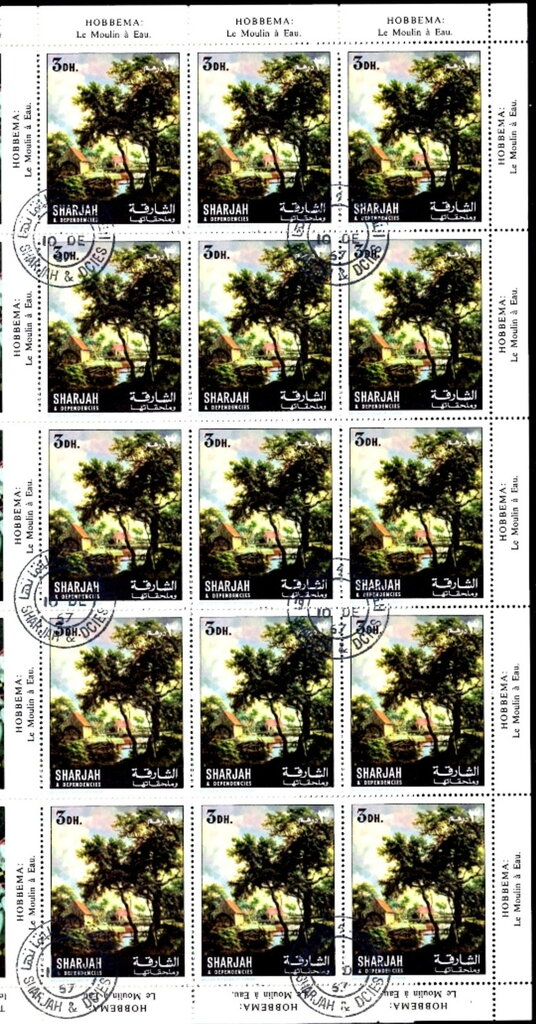
طابع 3 دراهم
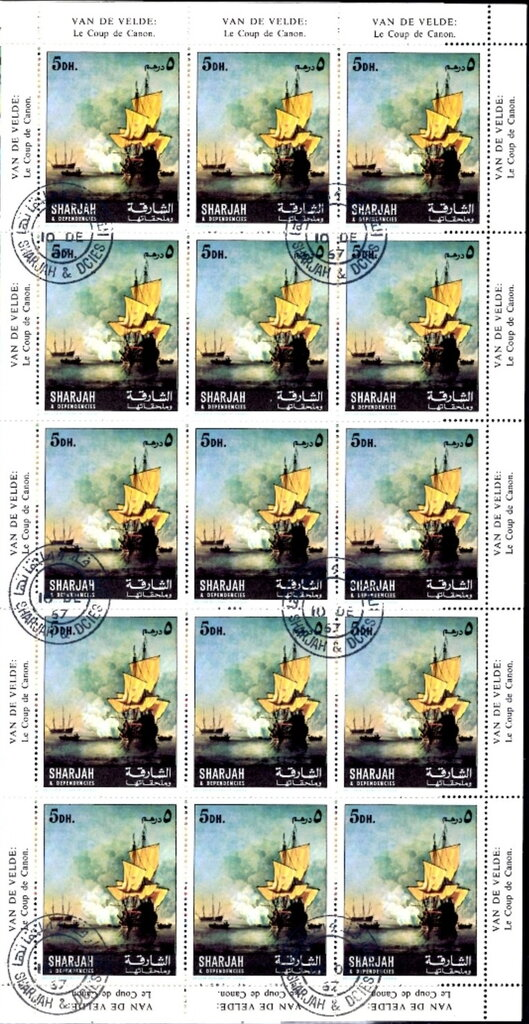
طابع 5 دراهم
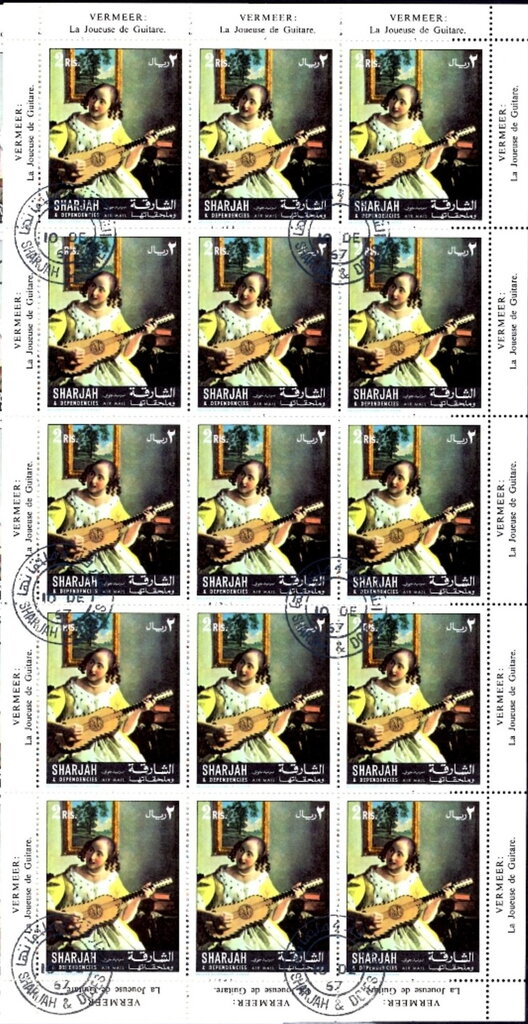
طابع الريالين

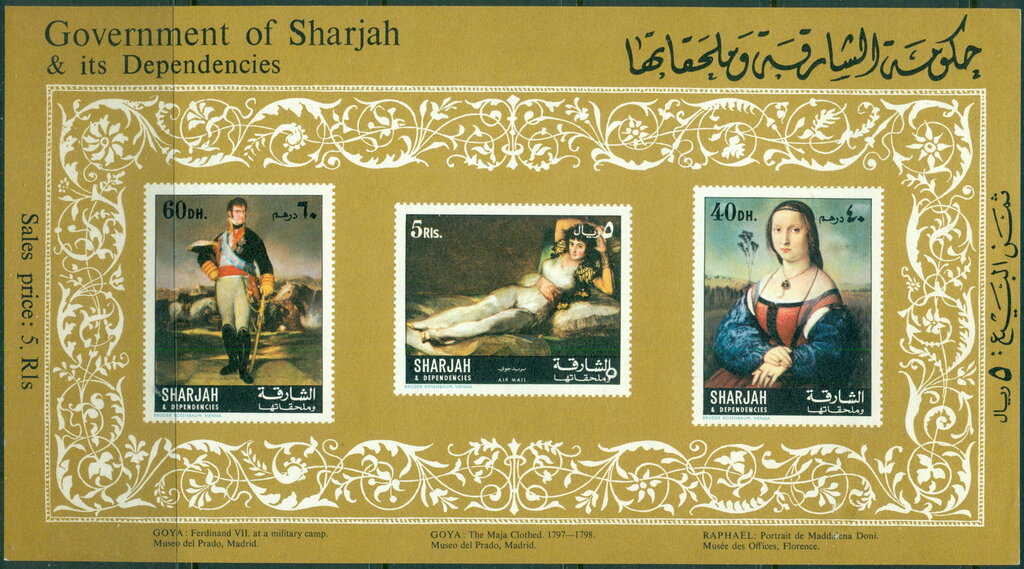
بطاقة تذكارية تضم 3 طوابع.

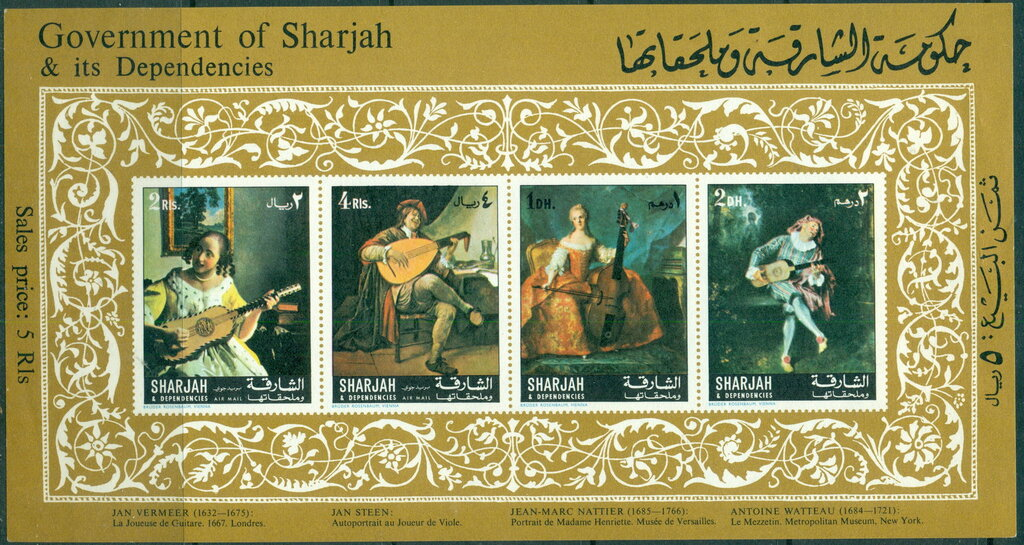
بطاقة تذكارية تضم 4 طوابع.

في 10 ديسمبر 1967، أصدرت الطوابع التالية التي تظهر عليها لوحات عالمية:

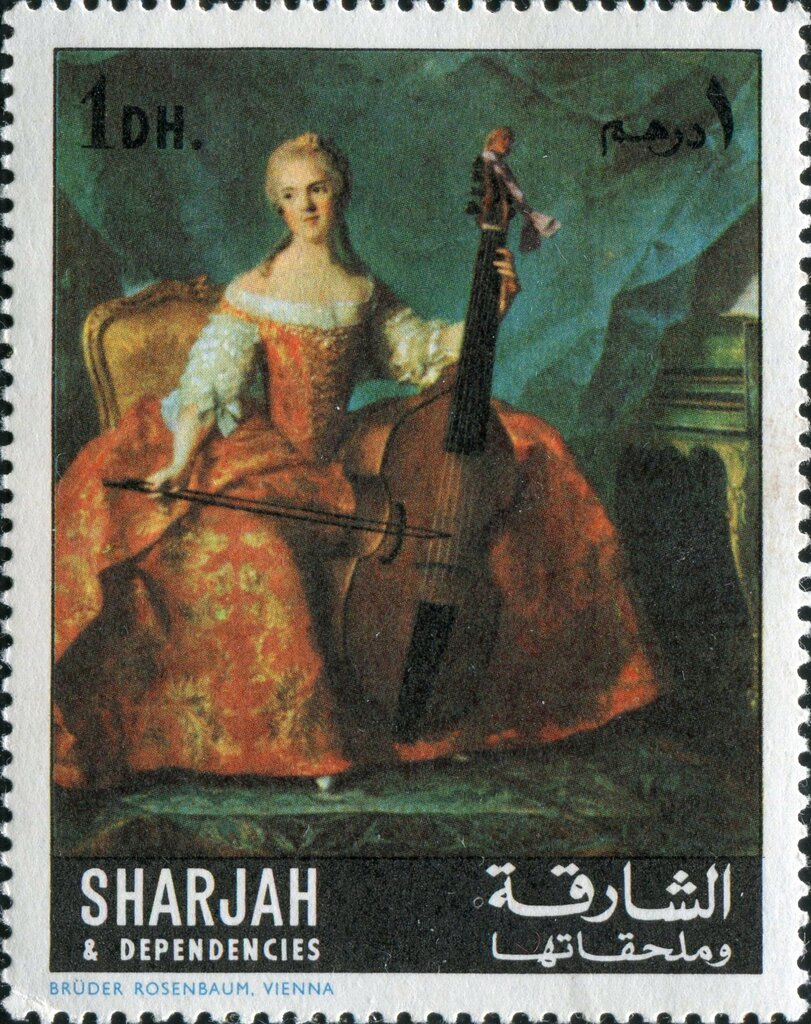
درهم واحد لوحة آن هنرييت أميرة فرنسا (Q26709693) (صورة السيدة هنرييت للرسام جان مارك ناتييه
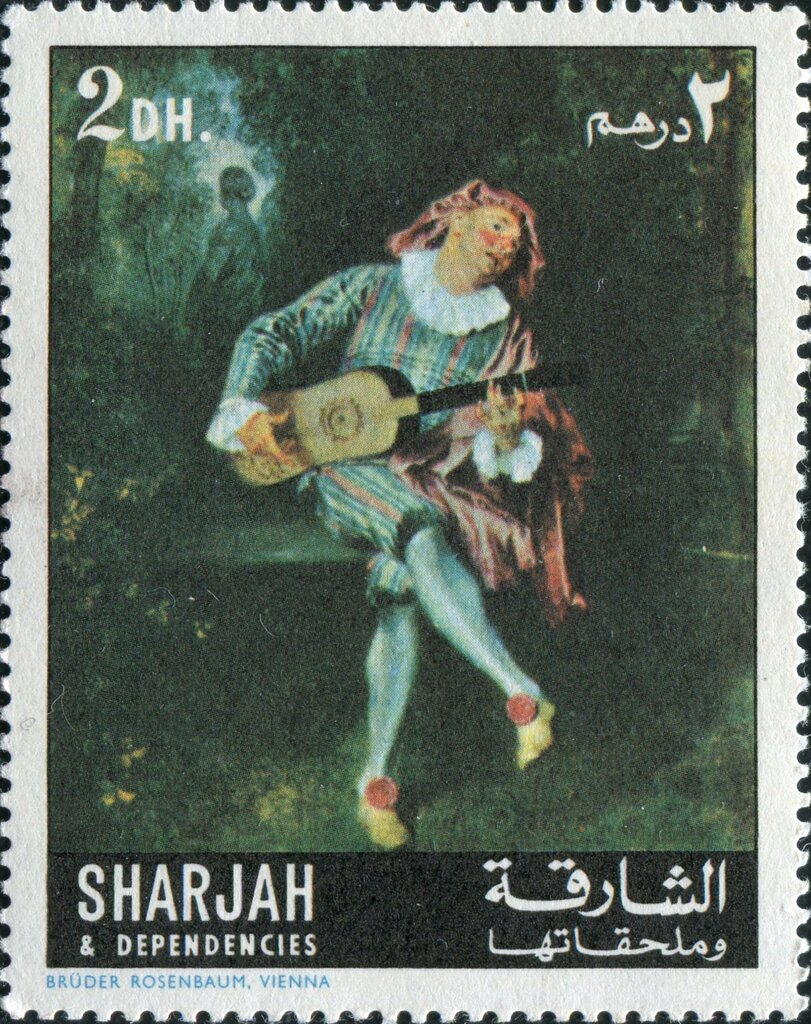
درهمان لوحة "لاعب الخفة" للرسام أنطوان واتو
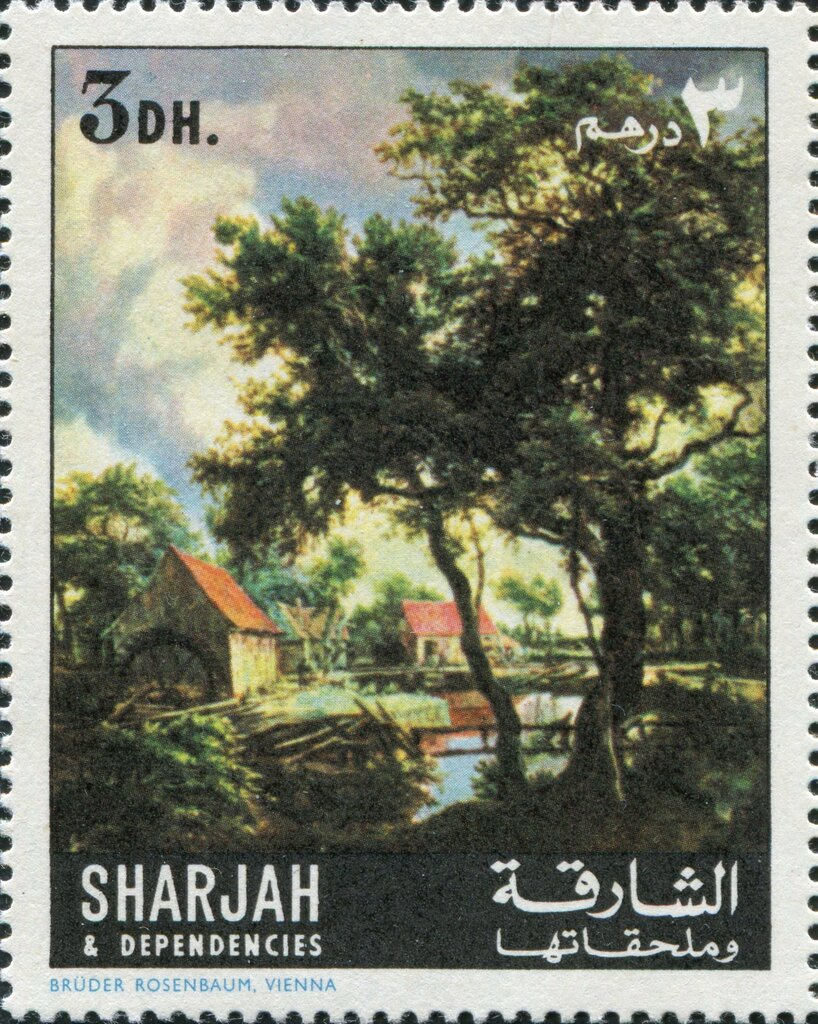
3 دراهم لوحة شارع ميدلهارنيس[الإنجليزية] للرسام ميندرت هوبيما[الإنجليزية]
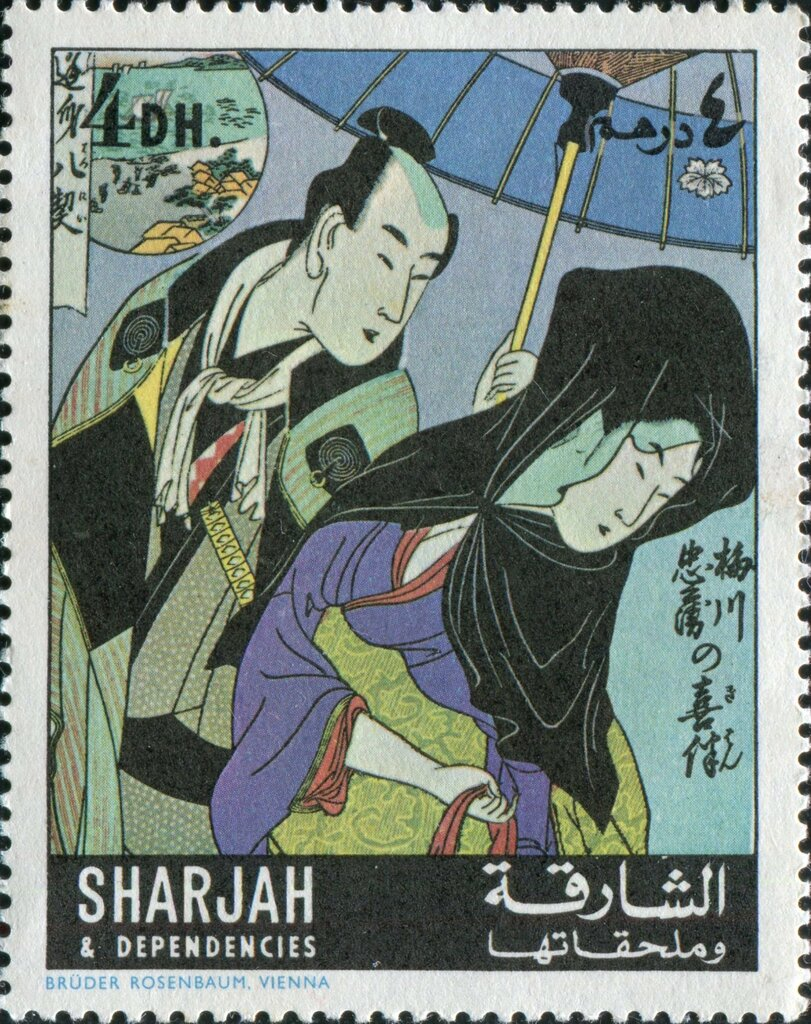
4 دراهم لوحة "السعادة معا لأوميغاوا وتشوبي" للرسام كيتاغاوا أتامارو
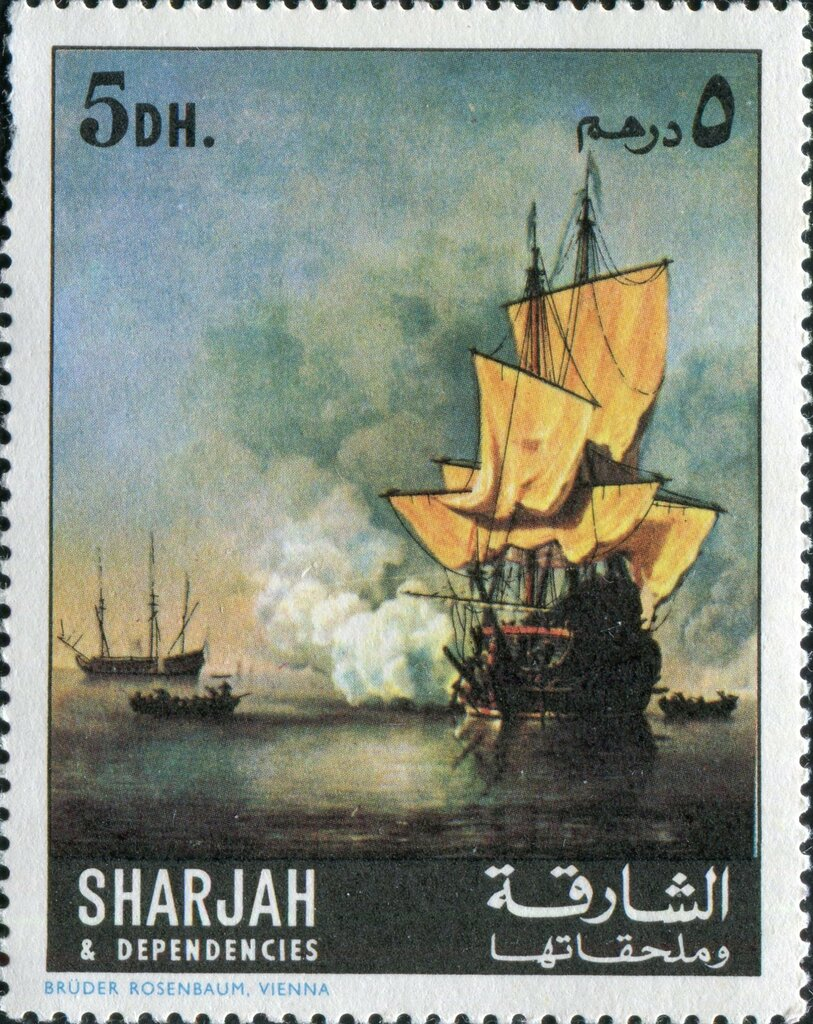
5 دراهم لوحة سفينة إنجليزية تهدأ وتطلق النار (Q119823933) للرسام فيليم فان دي فيلدي الأصغر[الإنجليزية]
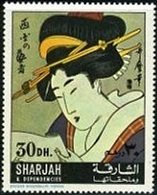
30 درهما لوحة لوحة غيشا يابانية غنائية من عصر كانسي[الإنجليزية]
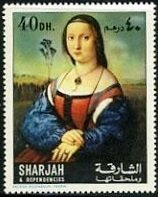
40 درهما لوحة صورة مادالينا دوني[الإنجليزية] للرسام رفائيل
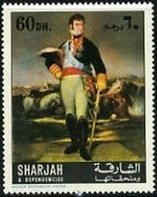
60 درهما لوحة فرديناند السابع في المعسكر (Q27766899) للرسام فرانثيسكو غويا
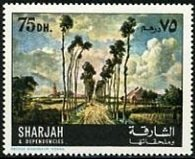
75 درهما لوحة "الطاحونة المائية" للرسام ميندرت هوبيما[الإنجليزية]

وكذلك طوابع معدة للبريد الجوي:
- ريال واحد
لوحة ماريا كوفنتري
للرسام جان إتيان ليوتارد
- ريالان
لوحة لوحة عازف الجيتار (فيرمير)[الإنجليزية]
للرسام يوهانس فيرمير
- 3 ريالات
لوحة لويس الخامس عشر في عمر الخامسة (Q19913443)
للرسام هياسنته ريجو
- 4 ريالات
لوحة رجل يعزف العود (Q112248262)
للرسام يان ستين
- 5 ريالات
لوحة الماجا الملبسة[الإنجليزية]
للرسام فرانثيسكو غويا

وهذا أمثلة على صحائف الطوابع:
- طابع 3 دراهم
- طابع 5 دراهم
- طابع الريالين

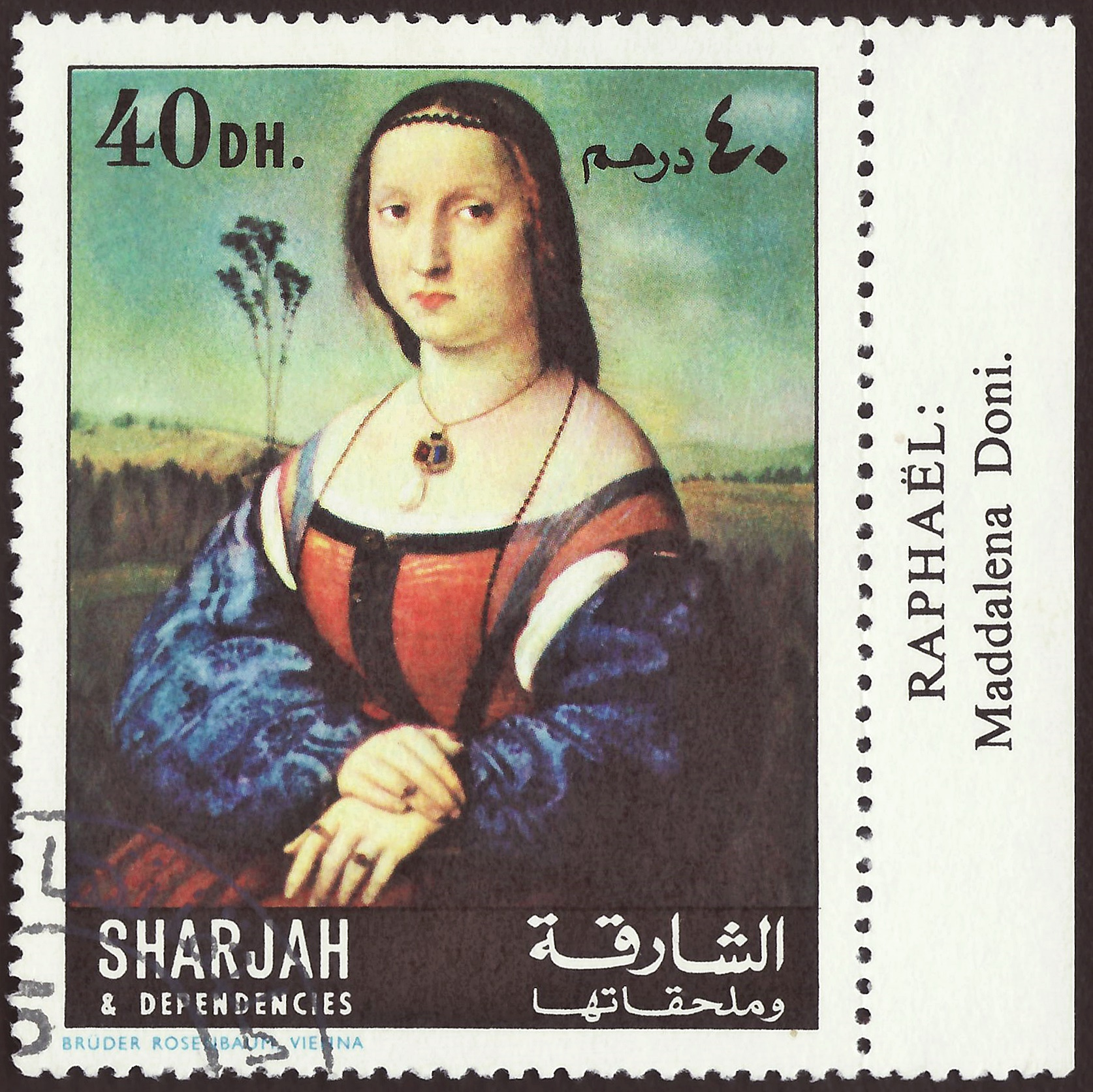
طابع بقيمة 40 درهم مع حاشية الصحيفة.

وكذلك توفرت إصدارات طوابع غير مخرمة:

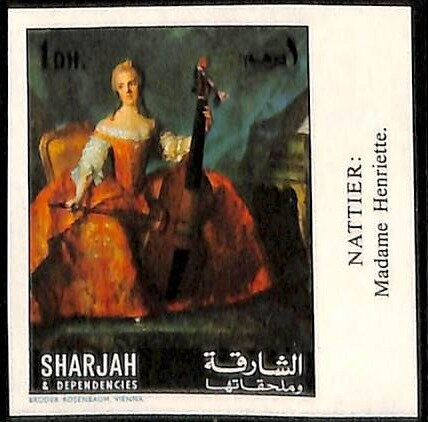
درهم واحد لوحة آن هنرييت أميرة فرنسا (Q26709693) (صورة السيدة هنرييت للرسام جان مارك ناتييه
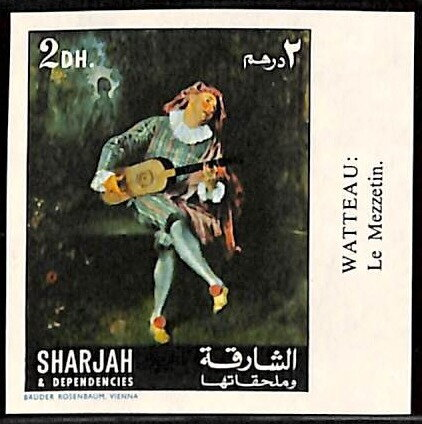
درهمان لوحة "لاعب الخفة" للرسام أنطوان واتو
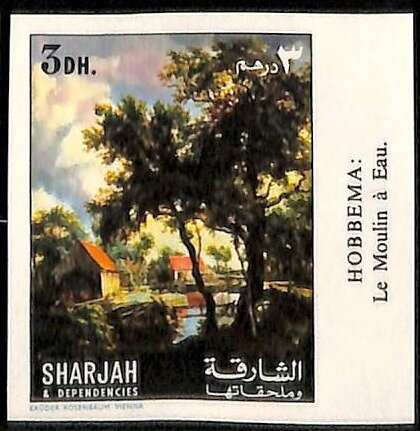
3 دراهم لوحة شارع ميدلهارنيس[الإنجليزية] للرسام ميندرت هوبيما[الإنجليزية]
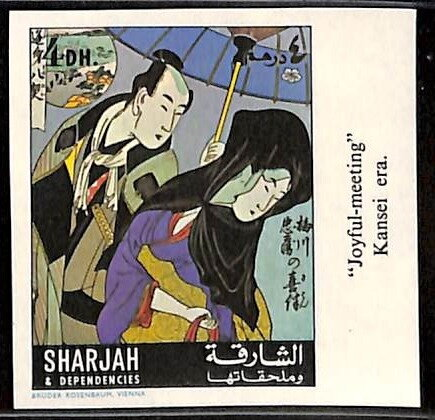
4 دراهم لوحة "السعادة معا لأوميغاوا وتشوبي" للرسام كيتاغاوا أتامارو
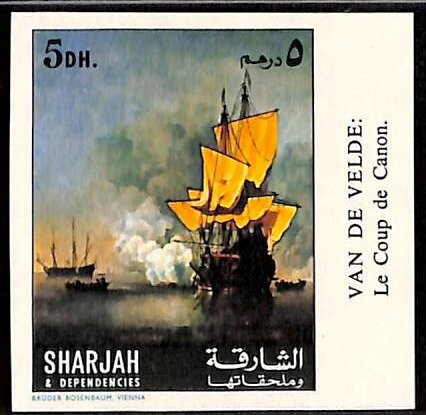
5 دراهم لوحة سفينة إنجليزية تهدأ وتطلق النار (Q119823933) للرسام فيليم فان دي فيلدي الأصغر[الإنجليزية]
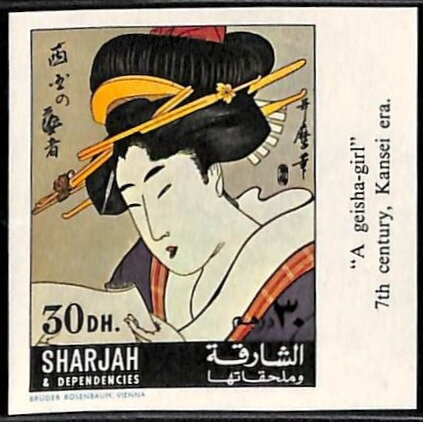
30 درهما لوحة لوحة غيشا يابانية غنائية من عصر كانسي[الإنجليزية]
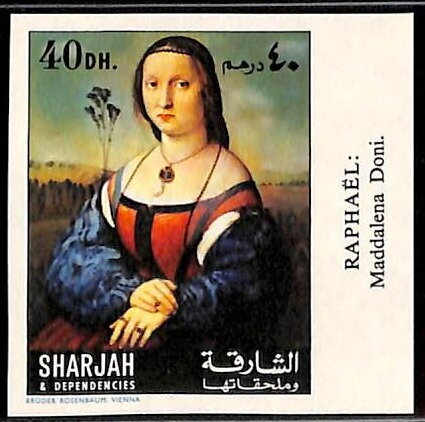
40 درهما لوحة صورة مادالينا دوني[الإنجليزية] للرسام رفائيل
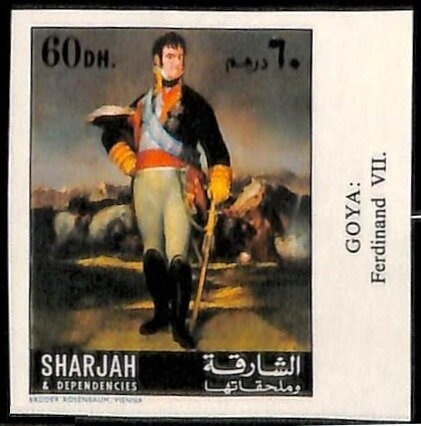
60 درهما لوحة فرديناند السابع في المعسكر (Q27766899) للرسام فرانثيسكو غويا
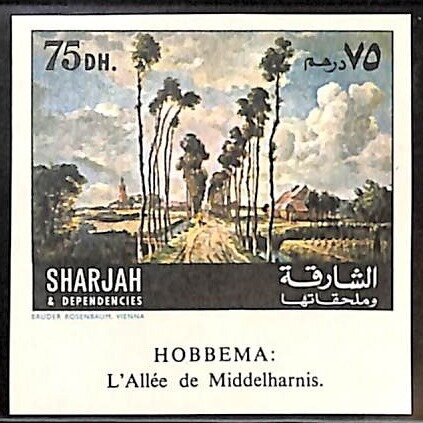
75 درهما لوحة "الطاحونة المائية" للرسام ميندرت هوبيما[الإنجليزية]

وكذلك طوابع غير مخرمة معدة للبريد الجوي:

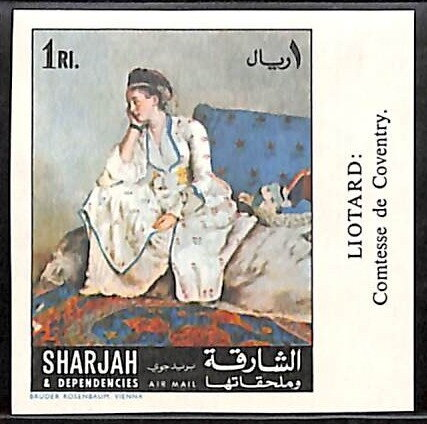
ريال واحد لوحة ماريا كوفنتري للرسام جان إتيان ليوتارد
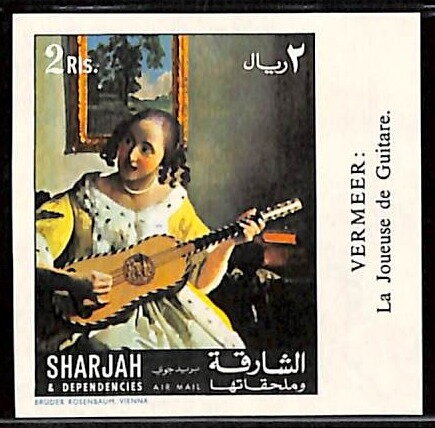
ريالان لوحة لوحة عازف الجيتار (فيرمير)[الإنجليزية] للرسام يوهانس فيرمير
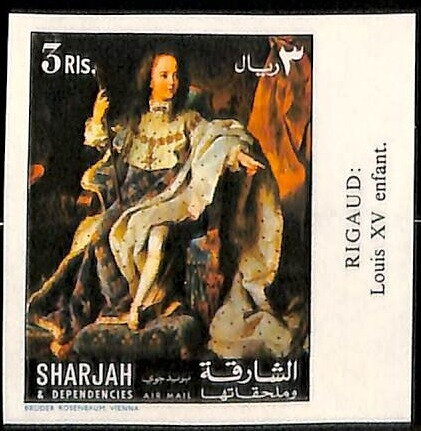
3 ريالات لوحة لويس الخامس عشر في عمر الخامسة (Q19913443) للرسام هياسنته ريجو
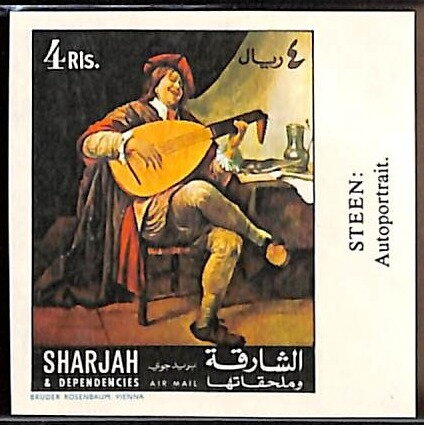
4 ريالات لوحة رجل يعزف العود (Q112248262) للرسام يان ستين
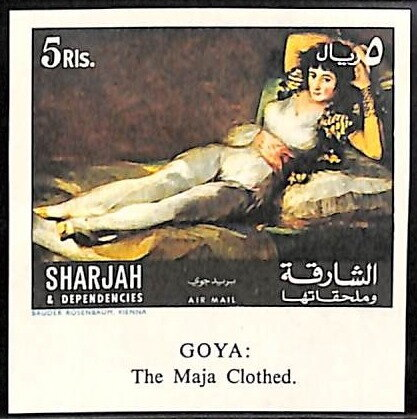
5 ريالات لوحة الماجا الملبسة[الإنجليزية] للرسام فرانثيسكو غويا

وكذلك توفرت بطاقتان تذكارية: